# Конструкція ядерної зброї

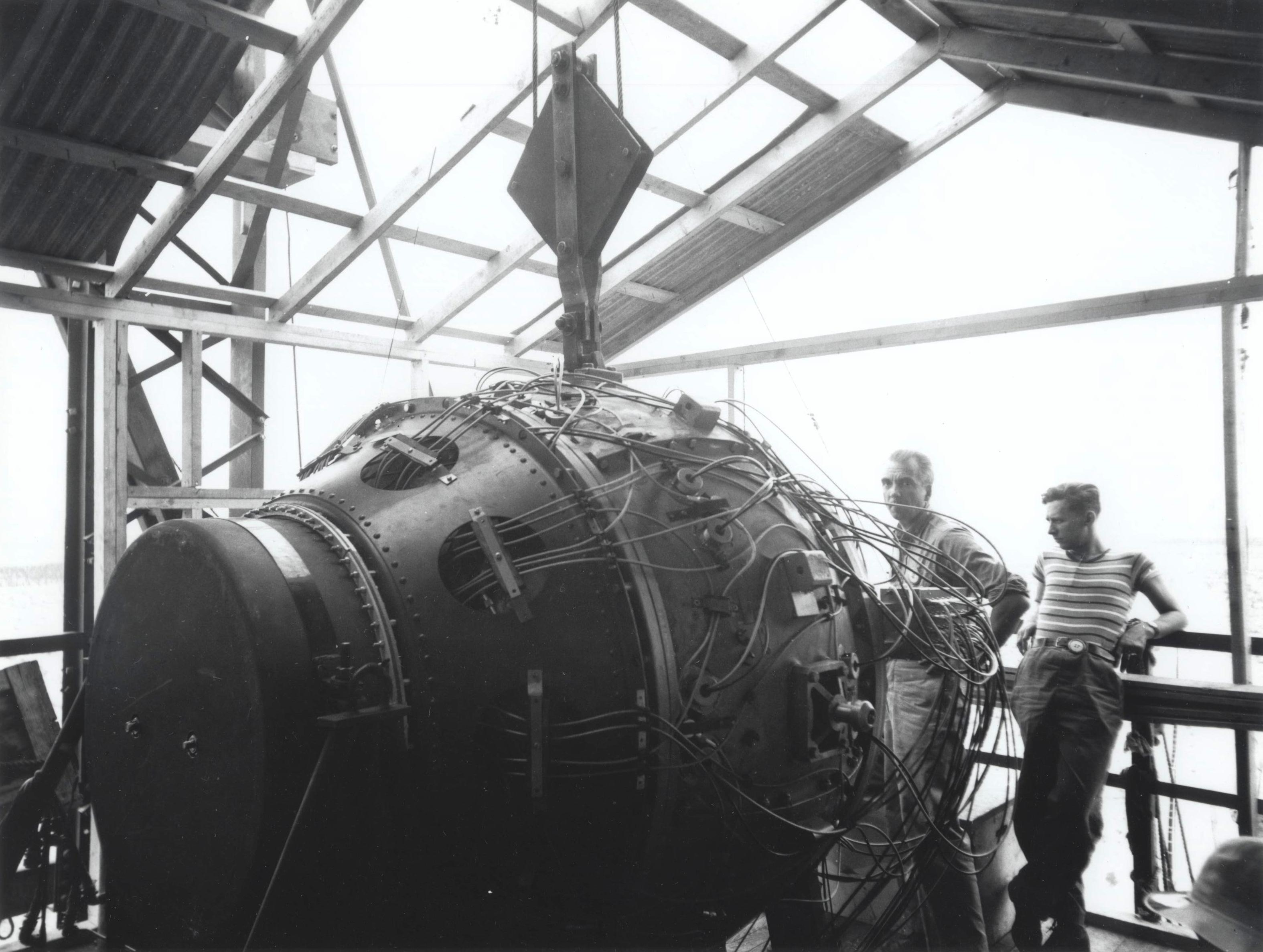
Перші ядерні вибухові пристрої, громіздкі й неефективні, забезпечили основні будівельні блоки конструкції всієї майбутньої зброї. На зображенні пристрій Гаджет готується до першого ядерного випробування Триніті.

Конструкція ядерної зброї — це фізичні, хімічні та інженерні механізми, які призводять до детонації фізичного пакету ядерної зброї. Існує три основних типи конструкції:
- Чиста ядерна зброя, найпростіша, найменш технічно вимоглива, була першою створеною ядерною зброєю і наразі є єдиним типом ядерної зброї, який будь-коли використовувався у бойових діях — Сполученими Штатами Америки проти Японії у Другій світовій війні.
- Зброя прискореного поділу збільшує потужність у порівнянні з конструкцією імплозії, використовуючи невелику кількість термоядерного палива для підсилення ланцюгової реакції поділу. Підсилення може більше ніж вдвічі підвищити потужність чистої ядерної зброї.
- Ступенева термоядерна зброя — це система з двох або більше «ступенів», найчастіше двох. Перший ступінь зазвичай є зброєю підсиленого ділення, як описано вище (за винятком найдавнішої термоядерної зброї, яка замість цього використовувала зброю чистого ділення). Його детонація створює інтенсивне рентгенівське випромінювання, яке опромінює та стискає другий ступінь, заповнений великою кількістю термоядерного палива. Це запускає послідовність подій, які призводять до термоядерної реакції (синтезу). Цей процес здатний створювати потужність, яка в сотні разів перевищує потужність зброї ділення[2].

Четвертий тип, чиста термоядерна зброя, є теоретичною можливістю. Така зброя буде виробляти набагато менше радіоактивних побічних продуктів, ніж поточні конструкції, хоча вона вивільнить величезну кількість нейтронів.
Чиста ядерна зброя була першим типом, яку створювали нові ядерні державами. Великі індустріальні держави з добре розвиненими ядерними арсеналами мають двоступеневу термоядерну зброю, яка є найбільш компактним, масштабованим і економічно ефективним варіантом; розробка такої зброї стає можливою після створення необхідної технічної бази та промислової інфраструктури.
Більшість відомих інновацій у розробці ядерної зброї були винайдені в США, хоча деякі з них пізніше були розроблені незалежно іншими державами.
Ранні варіанти зброї, яка використовувала чисте ділення, називали атомними бомбами або А-бомбами, а зброю, яка використовувала термоядерний синтез — водневими бомбами або H-бомбами. Однак практики ядерної політики, віддають перевагу термінам ядерний і термоядерний відповідно.

## Ядерні реакції
Ядерний поділ розділяє або розщеплює важчі атоми з утворенням легших атомів. Ядерний синтез об'єднує легші атоми в більш важкі атоми. Обидві реакції генерують приблизно в мільйон разів більше енергії, ніж порівняні хімічні реакції, що робить ядерні бомби в мільйон разів потужнішими за неядерні бомби, про що заявив французький патент у травні 1939 року.
У певному сенсі ядерний поділ і термоядерний синтез є протилежними і взаємодоповнюючими реакціями, але кожна має свої специфічні особливості. Щоб зрозуміти, як проектується ядерна зброя, корисно знати важливі подібності та відмінності між поділом і синтезом. У наведеному нижче поясненні використовуються округлені числа та наближення.

### Поділ
Коли вільний нейтрон потрапляє в ядро атома, що розщеплюється, наприклад урану-235 (235U), ядро урану розпадається на два менших ядра, які називаються уламками поділу, плюс додатково вивільняється декілька нейтронів (для 235U, 2-3 нейтрони, в середньому трохи менше 2,5 на один поділ). Ланцюгова реакція поділу в надкритичній масі палива може бути самопідтримуваною, оскільки вона виробляє достатню кількість надлишкових нейтронів, щоб компенсувати втрати нейтронів, що виходять із надкритичного зосередження. Більшість із них мають швидкість (кінетичну енергію), необхідну для спричинення нового поділу в сусідніх ядрах урану.
Ядро урану-235 може розщеплюватися багатьма способами, за умови, що сума зарядів дорівнює 92, а сума масових чисел — 236 (уран-235 плюс нейтрон, який спричинив розщеплення). Наступне рівняння показує один з можливих варіантів поділу, а саме на стронцій-95 (95Sr), ксенон-139 (139Xe) і два нейтрони (n), плюс енергія:
{\displaystyle \ {}^{235}\mathrm {U} +\mathrm {n} \longrightarrow {}^{95}\mathrm {Sr} +{}^{139}\mathrm {Xe} +2\ \mathrm {n} +180\ \mathrm {MeV} }
Безпосереднє виділення енергії на атом становить близько 180 мільйонів електронвольт (МеВ); тобто 74 ТДж/кг. Лише 7 % цієї енергії складає гамма-випромінювання та кінетична енергія нейтронів ділення. Решта 93 % складає кінетична енергія (або енергія руху) заряджених уламків ділення, що відлітають один від одного, взаємно відштовхувавшись позитивним зарядом своїх протонів (38 для стронцію, 54 для ксенону). Ця початкова кінетична енергія становить 67 ТДж/кг, що забезпечує початкову швидкість приблизно 12 000 кілометрів на секунду. Високий електричний заряд заряджених фрагментів викликає численні непружні кулонівські зіткнення з сусідніми ядрами, і ці фрагменти залишаються всередині розщеплюваного ядра бомби та тамперу, доки їхній рух не перетворюється на тепло. Враховуючи швидкість уламків і середню довжину вільного пробігу між ядрами в стиснутій паливній збірці (для конструкції імплозії), це займає близько мільйонної частки секунди (мікросекунда), за цей час ядро та тампер бомби перетворюються на плазму діаметром кілька метрів з температурою в десятки мільйонів градусів Цельсія.
Ця температура є достатньо високою для початку випромінювання чорного тіла в рентгенівському спектрі. Ці рентгенівські промені поглинаються навколишнім повітрям, утворюючи вогняну кулю та руйнівну хвилю сильно стисненого повітря ядерного вибуху.
Більшість продуктів поділу мають надто багато нейтронів, щоб бути стабільними, тому вони є радіоактивними через бета-розпад, перетворюючи нейтрони на протони шляхом випромінювання бета-частинок (електронів) і гамма-променів. Їхній період напіврозпаду знаходиться в діапазоні від мілісекунд до приблизно 200 000 років. Багато з них розпадаються на ізотопи, які в свою чергу є радіоактивними, тому для досягнення стабільних елементів може знадобитися від 1 до 6 (в середньому 3) розпадів. У реакторах радіоактивними продуктами є ядерні відходи у відпрацьованому паливі. У бомбах вони перетворюються на радіоактивні опади, як локальні, так і глобальні.
Тим часом усередині бомби, що вибухає, вільні нейтрони, що вивільняються в результаті поділу, забирають приблизно 3 % початкової енергії поділу. Кінетична енергія нейтронів додається до енергії вибуху бомби, але не так ефективно, як енергія заряджених уламків, оскільки нейтрони не так швидко втрачають свою кінетичну енергію під час зіткнень із зарядженими ядрами чи електронами. Домінуючий внесок нейтронів поділу в потужність бомби полягає в ініціації подальших поділів. Більше половини нейтронів виходить із ядра бомби, але решта наштовхується на ядра 235U, викликаючи їх поділ у експоненціально зростаючій ланцюговій реакції (1, 2, 4, 8, 16 тощо). Починаючи з одного атома, кількість поділів може теоретично подвоюватися сто разів за мікросекунду, і до сотого кроку реакції весь уран або плутоній вагою до сотень тонн може бути спожитий. Зазвичай у сучасній зброї збройове ядро містить 3,5-4,5 кг плутонію і при детонації виробляє приблизно від 5 до 10 кілотонн тротилового еквівалента (від 21 дo 42 TДж), що відповідає розщепленню приблизно 0,5 кг плутонію.
Речовини, здатні підтримувати ланцюгову реакцію, називаються розщеплюваними. У ядерній зброї використовуються два розщеплювані матеріали: 235U, також відомий як високозбагачений уран (HEU), «англ. oralloy», що означає «сплав Оук Рідж», або «25» (комбінація останньої цифри атомного число урану-235, яке дорівнює 92, і останньої цифри його масового числа, яке дорівнює 235); 239Pu, також відомий як плутоній-239, або «49» (від «94» і «239»).
Найпоширеніший ізотоп урану 238U є здатним до розщеплення, але не може підтримувати ланцюгову реакцію самостійно, оскільки нейтрони, які породжуються в результаті поділу, (в середньому) недостатньо енергійні, щоб спричинити наступні поділи 238U. Однак нейтрони, що вивільняються в результаті злиття важких ізотопів водню дейтерію та тритію, розщеплюють атоми 238U. Ця реакція поділу 238U у зовнішній оболонці вторинної збірки двоступеневої термоядерної бомби виробляє найбільшу частину виробленої енергії бомби, а також більшість її радіоактивних уламків.
Для національних держав, які беруть участь у перегонах ядерних озброєнь, факт здатності 238U швидко ділитися внаслідок бомбардування термоядерними нейтронами має центральне значення. Велика кількість і дешевизна насипного сухого палива термоядерного синтезу (дейтериду літію) і 238U (побічного продукту збагачення урану) дозволяють економічно виробляти дуже великі ядерні арсенали в порівнянні зі зброєю чистого ділення, яка вимагає дорогого палива 235U або 239Pu.

### Синтез
Термоядерний синтез виробляє нейтрони, які розсіюють енергію реакції. У зброї найважливішою реакцією синтезу називають реакцію D-T. Використовуючи тепло і тиск поділу, водень-2 (інша назва — дейтерій 2D) зливається з воднем-3 (інша назва — тритій 3T), утворюючи гелій-4 (4He) плюс один нейтрон (n) і енергію:
{\displaystyle {}^{2}\mathrm {D} +{}^{3}\mathrm {T} \longrightarrow {}^{4}\mathrm {He} +n+17.6\ \mathrm {MeV} }
Загальний вихід енергії, 17,6 МеВ, в десять разів менший у порівнянні з реакцією поділу, але складові реакції в п'ятдесят разів легші, тому вихід енергії на одиницю маси приблизно в п'ять разів більший. У цій реакції термоядерного синтезу 14 із 17,6 МеВ (80 % енергії, що виділяється в реакції) представлені кінетичною енергією нейтрона, який через відсутність електричного заряду та масу, яка майже дорівнює масі ядер водню, що створили цей нейтрон, може покинути місце події не витрачаючи своєї енергії на підтримку реакції, або породити рентгенівське випромінювання, яке утворює вогняну кулю та руйнівну хвилю повітря[джерело?].
Єдиний практичний спосіб утримання більшої частини енергії термоядерного синтезу є стримування нейтронів всередині масивної ємності з важких матеріалів, таких як свинець, уран або плутоній. Якщо нейтрон з енергією 14 МеВ захоплюється ураном (будь-яким ізотопом, 14 МеВ достатньо для поділу як 235U, так і дешевого 238U) або плутонієм, результатом стане поділ і вивільнення енергії поділу 180 МеВ, що збільшує вихідну енергію в десять разів[джерело?].
Для використання у зброї, поділ необхідний для початку та підтримування термоядерного синтезу, а також для захоплення та примноження енергії, що переноситься нейтронами синтезу. У випадку нейтронної бомби (див. нижче) останній згаданий фактор не застосовується, оскільки її метою є сприяння виходу нейтронів, а не їх використання для збільшення потужності зброї[джерело?].

### Виробництво тритію
Важливою ядерною реакцією є реакція створення тритію (інша назва — водень-3). Тритій використовується двома способами. По-перше, чистий газоподібний тритій виробляється для розміщення всередині пристроїв прискореного поділу з метою збільшення виходу їх енергії. В першу чергу це стосується первинного ядерного пристрою поділу всередині термоядерної зброї. Другий спосіб є непрямим і використовує той факт, що коли вторинна частина двоступеневої водневої бомби запалюється за допомогою пристрою надкритичного поділу, вона виробляє тритій на місці при зіткненні нейтронів з атомами літію в паливі, що складається з дейтериду літію.
Елементарний газоподібний тритій для первинних елементів ділення також виготовляється шляхом бомбардування літію-6 (6Li) нейтронами (n) в ядерному реакторі. Це нейтронне бомбардування призводить до розщеплення ядра літію-6, утворюючи альфа-частинку (гелій-4 — 4He), плюс тритон (3T) і енергію:
{\displaystyle {}^{6}\mathrm {Li} +n\longrightarrow {}^{4}\mathrm {He} +{}^{3}\mathrm {T} +5\ \mathrm {MeV} }
Обробка нейтронами літію в ядерному реакторі подібна до виробництва плутонію 239Pu із сировини 238U: стрижні мішені вихідної сировини 6Li розташовуються навколо активної зони, що працює на урановому паливі. Стрижні видаляються для переробки коли, у відповідності до розрахунків, більшість ядер літію були перетворені на тритій.
З чотирьох основних типів ядерної зброї перший, чистий поділ, використовує першу з трьох ядерних реакцій, наведених вище. Другий, поділ з підсиленим синтезом, використовує перші дві реакції. Третій, двоступенева термоядерна реакція, використовує всі три.

## Чиста зброя ділення
Першим завданням розробки ядерної зброї є швидке створення надкритичної маси розщеплюваного (збройового) урану або плутонію. В надкритичній масі відсоток нейтронів, які утворюються в результаті поділу і захоплюються іншими сусідніми розщеплюваними ядрами, достатньо великий, щоб кожна подія поділу в середньому спричиняла більше ніж одну наступну подію поділу. Нейтрони, що вивільняються під час перших подій поділу, викликають наступні події поділу з експоненціально прискореною швидкістю. Кожний подальший поділ продовжує послідовність цих реакцій, які прокладають свій шлях по всій надкритичній масі ядер палива. Цей процес у розмовній мові називають ланцюговою ядерною реакцією.
Щоб почати ланцюгову реакцію в надкритичній масі, потрібно подати хоча б один вільний нейтрон, який зіткнеться з ядром, здатним до поділу. Нейтрон з'єднується з ядром (за визначенням це є подією синтезу) і дестабілізує його, що призводить до розпаду на два ядерні уламки середньої ваги (завдяки розриву сильної взаємодії, що утримує взаємно відштовхувані протони разом), плюс два або три вільні нейтрони. Нейтрони розлітаються і зіштовхуються з сусідніми ядрами, здатними до поділу. Цей процес повторюється знову і знову, доки паливна збірка не перейде в докритичний стан (внаслідок теплового розширення), після чого ланцюгова реакція припиняється, оскільки дочірні нейтрони більше не можуть знайти нові ядра для зіткнення перед тим, як вийти з менш щільної маси речовини, здатної до поділу. Кожна наступна подія поділу в ланцюгу в середньому подвоює кількість нейтронів (враховуючи втрати нейтронів, які виходять із речовини, здатної до поділу, а також нейтронів, які зіштовхуються з будь-якими домішками).
При способі утворення надкритичної маси типу гармата (див. нижче), сама речовина, здатна до поділу, ініціює ланцюгову реакцію. Це трапляється тому, що навіть найкращий збройовий уран містить значну кількість ядер 238U. Вони чутливі до спонтанних явищ поділу, які відбуваються випадково (це квантово-механічний феномен). Оскільки речовина, що розщеплюється, у гарматні збірці критичної маси не стискається, конструкція повинна лише забезпечити, щоб дві докритичні маси залишалися достатньо близько одна до одної достатньо довго, щоб відбувся спонтанний поділ 238U, коли зброя знаходиться поблизу мішені. Це неважко організувати, оскільки для цього потрібна лише секунда-дві в масі речовини, здатної до поділу, типового розміру (проте багато таких пристроїв, призначених для доставки по повітрю – бомба вільного падіння, артилерійський снаряд або ракета – використовують введені нейтрони для отримання більш точного контролю над висотою детонації, важливою для руйнівної ефективності повітряних вибухів).
Цей стан спонтанного поділу підкреслює необхідність дуже швидко зібрати надкритичну масу речовини, здатної до поділу. Час, необхідний для цього, називається критичним часом введення зброї. Якщо спонтанний поділ відбудеться, коли надкритична маса зібрана лише частково, ланцюгова реакція почнеться передчасно. Втрати нейтронів через порожнечу між двома докритичними масами (гарматна збірка) або порожнечі між неповністю стиснутими ядрами речовини, здатної до поділу (імплозивна збірка), позбавили б пристрій кількості подій поділу, необхідних для досягнення повної проектної потужності. Крім того, тепло, яке виникає в результаті реакцій поділу, які все-таки відбуваються, буде діяти проти подальшого збирання надкритичної маси внаслідок теплового розширення речовини. Такий збій називається предетонацією. Розробники та користувачі зброї назвали б вибух «загасанням» (англ. fizzle). Висока частота спонтанного поділу плутонію вимагає при способі утворення надкритичної маси типу гармата використання урану, який має набагато більший час введення та значно більшу необхідну масу (через відсутність стиснення).
Існує ще одне джерело вільних нейтронів, яке може зіпсувати вибух ділення. Усі ядра урану та плутонію мають варіант розпаду, в результаті якого утворюються альфа-частинки високої енергії. Якщо паливна маса містить домішкові елементи з низьким атомним номером (Z), ці заряджені альфа-частини можуть проникати через кулонівський бар'єр ядер домішкових елементів і вступати в реакцію, яка дає вільний нейтрон. Частота випромінювання альфа-частинок ядрами, що розщеплюються, в один-два мільйони разів перевищує частоту спонтанного поділу, тому розробники зброї мають бути обережними і уникати домішок в речовині, що здатна до поділу.
Зброя поділу, яка використовується поблизу інших ядерних вибухів, повинна бути захищена від потрапляння вільних нейтронів ззовні. Якщо потік нейтронів іззовні досить інтенсивний, він у більшості випадків подолає захисний матеріал. Коли ядерна зброя спрацьовує передчасно або «загасає» внаслідок інших ядерних вибухів, це називається ядерним братовбивством.
Для конструкції, в якій критична маса створюється за допомогою імплозії, як тільки критична маса буде стиснена до максимальної щільності, для початку ланцюгової реакції необхідно створити потік нейтронів. Перші екземпляри ядерної зброї використовували модульований генератор нейтронів під кодовою назвою «Їжак» всередині ядра, що містить полоній-210 і берилій, розділені тонким бар'єром. Стиснення ядра руйнує генератор нейтронів, змішуючи два метали, таким чином дозволяючи альфа-частинкам полонію взаємодіяти з берилієм, утворюючи вільні нейтрони. У сучасній зброї генератор нейтронів — це високовольтна вакуумна трубка, що містить прискорювач частинок, який бомбардує мішень, що складається з дейтерій/тритій-металгідриду, іонами дейтерію та тритію. У результаті обмеженого термоядерного синтезу нейтрони утворюються в захищеному місці за межами основного компоненту зброї (англ. physics package), звідки вони проникають у ядро. Цей метод дозволяє краще визначити час перших подій поділу в ланцюговій реакції, яка оптимально має відбуватися в точці максимального стиснення/надкритичності. Час введення нейтронів є важливішим параметром, ніж кількість введених нейтронів: перші покоління ланцюгової реакції є набагато ефективнішими завдяки експоненціальному зростанню, у відповідності з яким проходить розмноження нейтронів.
Критична маса нестиснутої сфери з чистого металу дорівнює 50 кг для урану-235 і 16 кг для дельта-фази плутонію-239. У практичних застосуваннях кількість матеріалу, необхідного для досягнення критичної маси, може бути різною для різних форм, чистоти, щільності та відстані до матеріалу, що відбиває нейтрони, і всі ці параметри впливають на вихід або захоплення нейтронів.
Щоб уникнути передчасної ланцюгової реакції під час поводження зі зброєю, матеріал, що розщеплюється, необхідно зберігати докритичним. Він може складатися з одного або кількох компонентів, кожен з яких містить менше однієї нестисненої критичної маси. Тонка порожниста оболонка може мати більшу критичну масу, ніж суцільна сфера такої ж маси, так само, як і циліндр, який може бути довільної довжини, навіть не досягаючи критичності. Іншим методом зниження ризику досягнення критичної маси є використання матеріалу з великим поперечним перерізом для захоплення нейтронів, такого як бор (зокрема, 10B, який складає 20 % природного бору). Безумовно, цей поглинач нейтронів необхідно видалити перед підривом зброї. Цього легко можна досягти для способу досягнення критичної маси типу гармата: маса снаряда завдяки енергії свого руху просто виштовхує поглинач із порожнечі між двома докритичними масами.
Використання плутонію впливає на конструкцію зброї через його високу частоту альфа-випромінювання. Це призводить до того, що металічний плутоній спонтанно виділяє значну кількість тепла; 5 кілограм маси виробляє 9,68 Вт теплової потужності. Плутоній такого розміру буде теплим на дотик, що не становить проблеми, якщо це тепло швидко розсіюється і не допускається підвищення температури. Але всередині ядерної бомби це є проблемою. З цієї причини бомби, що використовують плутоній, використовують алюмінієві частини для відводу надлишку тепла, і це ускладнює конструкцію бомби, оскільки алюміній не відіграє значної ролі в процесах вибуху.
Тампер — це додатковий шар щільного матеріалу, який оточує матеріал, що розщеплюється. Завдяки своїй інерції він затримує теплове розширення речовини, що розщеплюється, довше зберігаючи її в надкритичному стані. Часто[коли?] один і той же шар служить як тампером, так і відбивачем нейтронів.

### Збірка гарматного типу

Схема зброї ділення гарматного типу

Малюк, бомба, скинута на Хіросіму, використовувала 64 кг урану із середнім збагаченням близько 80 %, або 51 кг урану-235, що становить приблизно критичну масу чистого металу (детальний рисунок міститься у статті Малюк). Коли 64 кг було зібрано всередині тампера/рефлектора з карбіду вольфраму, ця маса стала більше ніж вдвічі більше за критичну. Перед детонацією уран-235 було розділено на дві докритичні частини, одна з яких згодом була випущена вниз по стволу гармати, щоб з'єднатися з іншою, розпочавши ядерний вибух. Аналіз показує, що менше 2 % маси урану зазнало розщеплення. Залишок, який представляв більшу частину роботи всього військового виробництва гігантських заводів Y-12 в Оук-Ріджі, був розкиданий марно.
Неефективність була спричинена швидкістю, з якою нестиснутий уран, що розщеплюється, розширювався і ставав субкритичним через зниження щільності. Незважаючи на свою неефективність, ця конструкція через свою форму була адаптована для використання в циліндричних артилерійських снарядах малого діаметра (боєголовка гарматного типу, що вистрілює зі ствола значно більшої гармати)[джерело?]. Такі боєголовки були розгорнуті Сполученими Штатами до 1992 року, що становило значну частину 235U в арсеналі[джерело?], були одними з перших видів зброї, демонтованих з метою дотримання договорів, що обмежують кількість боєголовок[джерело?]. Обґрунтуванням такого рішення, безсумнівно, було поєднання нижчої потужності та серйозних проблем з безпекою, пов'язаних із конструкцією гарматного типу[джерело?].

### Імплозивний тип збірки

Схема імплозивного типу (Товстун).

Як для пристрою Триніті, так і для Товстуна, бомби скинутої на Нагасакі, використовувався майже ідентичний дизайн, в якому плутоній, здатний до поділу, стискувався шляхом імплозії (вибуху всередину). Пристрій Товстун, зокрема, використовував 6,2 кг (приблизно 350 мл за об'ємом) плутонію-239, що становить лише 41 % критичної маси сфери чистого металу (детальний рисунок міститься у статті Товстун). Оточене рефлектором/тампером з урану-238, ядро Товстуна було доведене майже до критичної маси завдяки властивостям урану-238, який відбиває нейтрони. Під час детонації критична маса досягалася імплозією. Ядро з плутонію було стиснуто для збільшення щільності шляхом одночасної детонації (так само, як і під час випробування «Триніті» трьома тижнями раніше) звичайних вибухових речовин, рівномірно розміщених навколо ядра. Вибухівку привели в дію кількома вибухово-мостовими детонаторами. За оцінками, лише близько 20 % плутонію зазнало поділу; решту (близько 5 кг) було розсіяно.

Схема імплозивного типу.

Ударна хвиля імплозії може бути настільки короткою, що лише частина ядра стискається в будь-який момент проходу хвилі через ядро. Щоб запобігти цьому, може знадобитись оболонка-штовхач. Штовхач розташований між вибуховою лінзою та тампером. Він працює, відбиваючи частину ударної хвилі назад, таким чином подовжуючи її тривалість. Він виготовлений із металу низької щільності, такого як алюміній, берилій або сплав цих двох металів (алюмінію простіше та безпечніше надавати форму, він також на два порядки дешевший; берилій має високу здатність відбивати нейтрони). Товстун використовував алюмінієвий штовхач.
Серія випробувань RaLa Experiment концепцій конструкції зброї поділу імплозивного типу, проведена з липня 1944 року по лютий 1945 року в лабораторії Лос-Аламоса та на віддаленому місці 14,3 км східніше від лабораторії в каньйоні Байо, довела практичність проекту імплозії для пристрою поділу, а випробування в лютому 1945 року позитивно визначили його придатність для остаточного дизайну пристроїв імплозії Триніті/Товстун.
Ключем до більшої ефективності Товстуна був внутрішній імпульс масивного тампера з урану-238 (тампер з природного урану не зазнавав поділу від теплових нейтронів, але його внесок завдяки поділу швидкими нейтронами в загальну потужність, можливо, становив близько 20 %). Після того, як ланцюгова реакція почалася в плутонії, вона тривала до тих пір, поки вибух не змінив імпульс імплозії і не розширився настільки, щоб зупинити ланцюгову реакцію. Утримуючи систему разом ще кілька сотень наносекунд, тампер суттєво підвищував ефективність, даючи можливість прореагувати більшій кількості ядер.

#### Плутонієве ядро

Флеш-рентгенівські зображення збіжних ударних хвиль, що утворилися під час випробування високовибухової системи лінз.

Серцевина імплозивної зброї — матеріал, що розщеплюється, і будь-який відбивач або тампер приєднаний до нього — називається ядром. У деяких видах зброї, випробуваних у 1950-х роках, використовувалися ядра, виготовлені лише з урану-235 або з урану-235 в суміші з плутонієм, але повністю плутонієві ядра мають найменший діаметр і є стандартом з початку 1960-х років[джерело?].
Лиття та подальша механічна обробка плутонію складні не тільки через його токсичність, але також через те, що плутоній має багато різних металевих фаз. Коли плутоній охолоджується, зміни фази призводять до деформації та розтріскування. Цих деформацій зазвичай уникають шляхом сплавлення його з 30–35 мМоль (0,9–1,0 % за масою) галію, з утворенням плутонієво-галієвого сплаву, який має стабільну дельта-фазу в широкому діапазоні температур. При охолодженні з розплавленої фази відбувається лише одна фазова зміна, від епсилона до дельта, замість чотирьох фазових змін, через які він проходив би чистий плутоній. Можна використовувати інші тривалентні метали, але галій має малий поперечний переріз поглинання нейтронів і допомагає захистити плутоній від корозії. Недоліком є те, що сполуки галію є корозійними, тому, якщо плутоній видаляється з демонтованої зброї для перетворення на діоксид плутонію для ядерних реакторів, виникають труднощі з видаленням галію[джерело?].
Оскільки плутоній є хімічно реактивним, завершене ядро зазвичай покривають тонким шаром інертного металу, що також зменшує токсичну небезпеку. У «Гаджеті» використано гальванічне посріблення, згодом використовувався нікель, осаджений з парів тетракарбонілу нікелю, багато років перевагу надавали золоту[джерело?]. Останні розробки підвищують безпеку, покриваючи ядра ванадієм, що робить їх більш вогнестійкими[джерело?].

### Імплозія піднесеного ядра
Першим удосконаленням дизайну «Товстуна» було розміщення шару повітря між тампером та ядром для створення ефекту удару молотком по цвяху. Ядро, яке підтримується порожнистим конусом всередині тамперної порожнини, називають піднесеним (англ. levitated). У трьох випробуваннях під назвою операція «Піщаник» у 1948 році використовувалися конструкції «Товстуна» з піднесеними ядрами. Найбільша потужність склала 49 кілотонн, що більш ніж вдвічі перевищує потужність «Товстуна» без піднесеного ядра.
Одразу стало зрозуміло, що імплозія є найкращою конструкція для зброї ділення. Здавалось, єдиним її недоліком був діаметр. «Товстун» був 1,5 метри завширшки проти 61 сантиметра «Малюка».
Ядро з плутонію-239 в «Товстуні» становило лише 9,1 сантиметр в діаметрі, розміром з м'яча для гри в софтбол. Основну частину обхвату «Товстуна» становив механізм імплозії, а саме концентричні шари урану-238, алюмінію та вибухових речовин. Ключем до зменшення цього обхвату була конструкція двоточкової імплозії[джерело?].

### Двоточкова лінійна імплозія
У двоточковій лінійній імплозії ядерне паливо відливається в тверду форму і розташовується в центрі циліндра з вибуховою речовиною. Детонатори розміщаються на обох кінцях циліндра з вибуховою речовиною, а пластинчаста вставка, або формувач, розміщена у вибуховій речовині безпосередньо всередині детонаторів. Коли детонатори спрацьовують, початкова детонація затримується між формувачем і кінцем циліндра, змушуючи її виходити до країв формувача, де вона відхиляється навколо країв і направляється на основну масу вибухової речовини. Це призводить до того, що детонація формується в кільце, яке рухається всередину від формувача.
Через відсутність тампера або лінз для формування руху детонація досягає ядра не у сферичній формі. Щоб створити бажану сферичну імплозію, самому матеріалу, що розщеплюється, надається форма, здатна створити той самий ефект. Фізика розповсюдження ударної хвилі у вибуховій масі це вимагає, щоб ядро було витягнутим сфероїдом, тобто приблизно яйцеподібним. Ударна хвиля спочатку досягає ядра на його краях, заганяючи їх усередину та змушуючи масу ставати сферичною. Ударна хвиля також може перевести плутоній з дельта-фази в альфа-фазу, підвищивши його щільність на 23 %, але без внутрішнього імпульсу справжньої імплозії[джерело?].
Відсутність стиснення робить такі конструкції неефективними, але простота і малий діаметр роблять їх придатними для використання в артилерійських снарядах і атомних руйнівних боєприпасах, також відомих як рюкзаки або валізи (англ. suitcase nukes). Прикладом є артилерійський снаряд W48, найменша ядерна зброя, коли-небудь була створена або розгорнута. Уся подібна бойова зброя малої потужності, будь то конструкції гарматного типу з урану-235 або конструкції з плутонію-239 з лінійною імплозією, потребує велику кількість матеріалу, що розщеплюється, для досягнення необхідних діаметрів від 15 і до 25 см[джерело?].

### Імплозія порожнистого ядра
Більш ефективна система імплозії використовує порожнисте ядро[джерело?].
Порожнисте плутонієве ядро було початковим планом для бомби Товстун 1945 року, але для розробки та випробування системи імплозії не вистачило часу. Простіша конструкція з суцільною ядром здавалася більш надійною, враховуючи часові обмеження, але вона вимагала важкого тампера з урану-238, товстого алюмінієвого штовхача та трьох тонн вибухівки[джерело?].
Після війни інтерес до конструкції порожнистого ядра відродився. Її очевидна перевага полягає в тому, що порожниста плутонієва оболонка, деформована ударною хвилею і направлена всередину до свого порожнього центру, додасть імпульс до різкої збірки у вигляді суцільної сфери. Таке самотрамбування дозволяє використовувати менший тампер з урану-238, меншу кількість вибухівки та не потребує алюмінієвого штовхача[джерело?].

## Поділ, підсилений термоядерним синтезом
Наступним кроком у мініатюризації було прискорення розщеплення ядра для зменшення мінімального часу інерційного утримання. Це мало би забезпечити ефективне розщеплення палива і призводило б до зменшення маси тамперу або самого палива. Ключем до досягнення швидшого поділу мало стати створення більшої кількості нейтронів, і серед багатьох способів досягти цієї мети, додавання реакції термоядерного синтезу було відносно нескладним у випадку порожнистого ядра[джерело?].
Найлегше здійснити реакцію термоядерного синтезу в суміші тритію та дейтерію в пропорції 50–50. В експериментах з термоядерною енергією цю суміш необхідно витримувати при високих температурах протягом відносно тривалого часу, щоб мати ефективну реакцію. Однак для утворення вибуху метою є не ефективний термоядерний синтез, а просто створення додаткових нейтронів на початку процесу[джерело?]. Оскільки ядерний вибух є надкритичним, будь-які додаткові нейтрони будуть помножені в результаті ланцюгової реакції, тому навіть невеликі кількості, додані раніше, можуть мати великий вплив на результат. З цієї причини навіть відносно низькі тиск і час стиснення (в термінах термоядерного синтезу), виявлені в центрі порожнистої боєголовки, достатні для створення бажаного ефекту[джерело?].
У підсиленому дизайні термоядерне паливо в газовій формі закачується в ядро під час приведення зброї в бойову готовність. Результатом реакції синтезу стане гелій і вільні нейтрони одразу після початку реакції поділу[джерело?]. Нейтрони запустять велику кількість нових ланцюгових реакцій, в той час коли ядро досягне або майже досягне критичності. Після того, як дизайн порожнистого ядра був довершений, не стало причин не використовувати підсилення. Дейтерій і тритій легко виробляються в необхідних невеликих кількостях, а всі інші технічні аспекти є тривіальними.
Концепція термоядерного поділу була вперше випробувана 25 травня 1951 року під час випробування Greenhouse Item з серії випробувань Operation Greenhouse, на атолі Еніветок, потужністю 45,5 кілотонн[джерело?].
Підсилення зменшує діаметр трьома способами, усі вони є результатом більш швидкого поділу:
- Оскільки стиснуте ядро не потрібно довго утримати зібраним, масивний тампер з урану-238 можна замінити легкою берилієвою оболонкою (для відбиття в зворотному напрямку нейтронів, які можуть полишити ядро). Результатом є зменшений діаметр[джерело?].
- Масу ядра можна зменшити вдвічі, не знижуючи потужності. Це також зменшує діаметр[джерело?].
- Оскільки маса металу, що стискується (тампер плюс ядро), зменшується, потрібен менший заряд вибухової речовини, що ще більше зменшує діаметр[джерело?].

[джерело?]
Першим пристроєм, розміри якого передбачають використання всіх цих функцій (двоточкова імплозія, порожнисте ядро, імплозія, підсилена синтезом), був пристрій Swan. Пристрій мав циліндричну форму діаметром 29 см і довжиною 58 см[джерело?].
Спочатку він був випробуваний окремо, а потім як первинний елемент двоступеневого термоядерного пристрою під час операції Redwing. Пристрій був взятий на озброєння під назвою Робін і став першим готовим до використання, багаторазовим первинним елементом і прототипом для всіх пристроїв, що були розроблені пізніше[джерело?]. 
Після успіху «Swan», виявилось, що діаметр 28-30 см став стандартним діаметром підсилених одноступеневих пристроїв, випробуваних у 1950-х роках[джерело?]. Довжина зазвичай була вдвічі більшою за діаметр, але один такий пристрій, який став боєголовкою W54, був більш схожим на сферу, бо мав лише 38 см завдовжки.
Одним із застосувань W54 став безвідкотний снаряд Davy Crockett XM-388. Його розмір становив лише 28 см (11 дюймів); снаряд показано на фото в порівнянні з його попередником Товстуном (150 см, 60 дюймів).
Ще одною перевагою підсилення (на додачу до того, що зброя стає меншою, легшою та вимагає меншу кількість розщеплюваного матеріалу для заданої потужності) є те, що воно робить зброю стійкою до передчасної детонації[джерело?]. У середині 1950-х років було виявлено, що плутонієві ядра були особливо сприйнятливі до часткової передчасної детонації, якщо вони підпадають під вплив інтенсивного випромінювання ядерного вибуху поблизу (також могла бути пошкоджена електроніка, але це окрема проблема)[джерело?]. Передчасна детонація вважалася особливою проблемою до запровадження ефективних систем раннього попередження, тому що перший удар ядерною зброєю міг зробити зброю відплати непридатною. Підсилення зменшує кількість плутонію, необхідного для зброї, до рівня, який був би вразливим до цього ефекту[джерело?].

## Двоступенева термоядерна зброя
Чиста ядерна зброя та ядерна зброя з термоядерним підсиленням можуть досягати потужності в сотні кілотонн за рахунок надмірного використання тритію та матеріалів, що розщеплюються, але, безумовно, найефективнішим способом зробити потужність ядерної зброї більшою ніж десять кілотонн є додавання другого незалежного ступеня, який називається «вторинний» (англ. secondary)[джерело?]. 

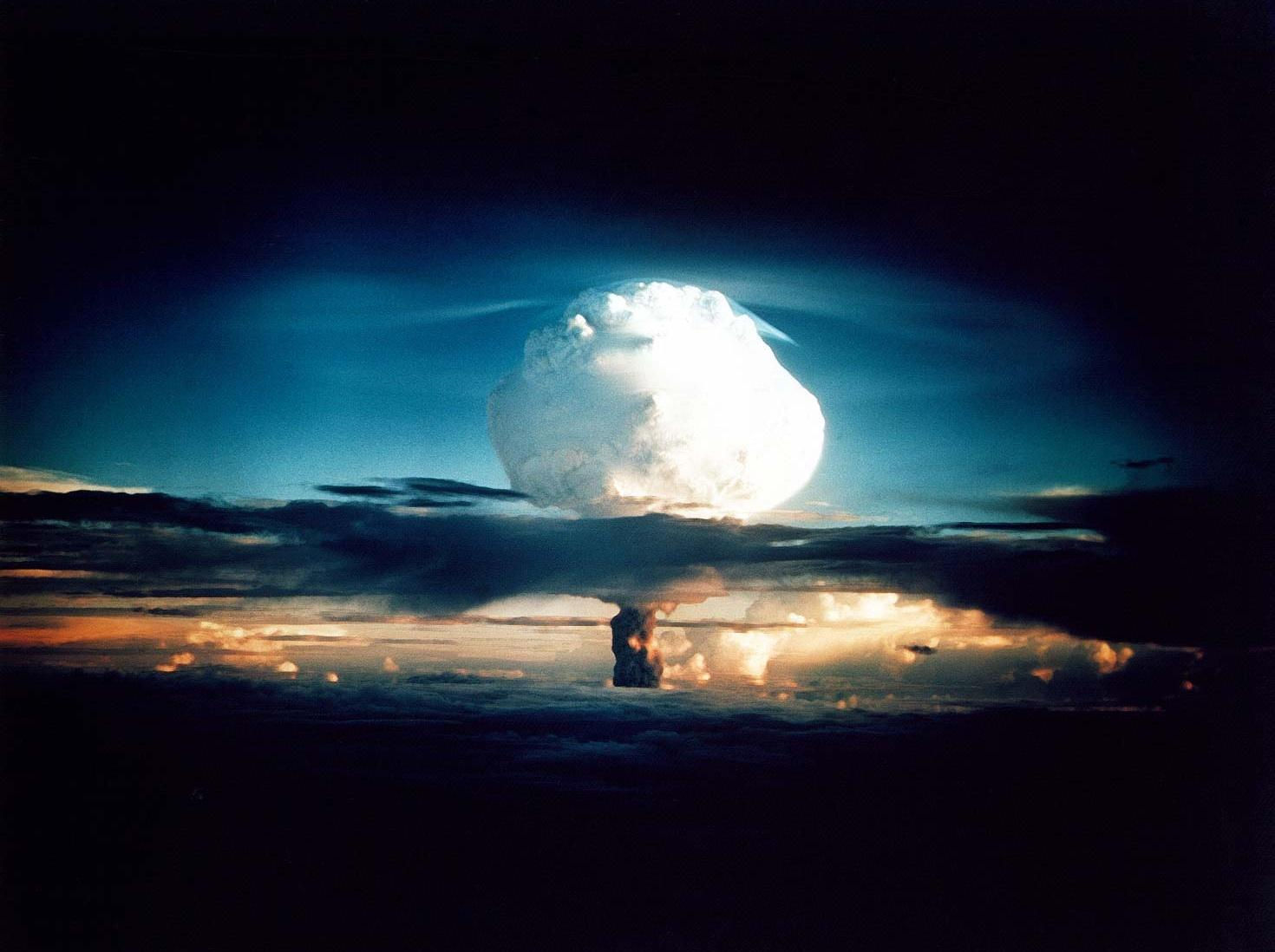
Айві Майк, перший двоступеневий термоядерний вибух, 10,4 мегатонни, 1 листопада 1952 року.

У 1940-х роках розробники бомби в Лос-Аламосі вважали, що двоступеневою бомбою буде контейнер з дейтерієм у зрідженому або гідридному вигляді. Термоядерний синтез досягався б з реакцією D-D (дейтерій-дейтерій), яку важче досягти, ніж D-T (дейтерій-тритій), але яка є більш економічною. Вибух ядерного пристрою поділу на одному боці контейнера стисне та нагріє його ближній край, і термоядерний синтез пошириться через контейнер до його дальнього краю. Математичне моделювання показало, що це не спрацює, навіть якщо додати велику кількість дорогого тритію[джерело?].
Весь контейнер з термоядерним паливом повинен бути охоплений енергією поділу, як для стиснення, так і для його нагріву, подібно до підсиленого заряду в підсиленому первинному елементі. Прорив у дизайні термоядерної зброї стався в січні 1951 року, коли Едвард Теллер і Станіслав Улям винайшли радіаційну імплозію, відому протягом майже трьох десятиліть лише як секрет H-бомби Теллера-Уляма.
Концепція радіаційної імплозії була вперше випробувана 9 травня 1951 року під час вибуху «George» в рамках операції Greenhouse на атолі Еніветок потужністю 225 кілотонн. Перше повне випробування відбулося 1 листопада 1952 року, під час вибуху Майк в рамках операції Айві, на атолі Еніветок, потужністю 10,4 мегатонни[джерело?].
При радіаційній імплозії спалах рентгенівської енергії, що надходить від вибуху первинного елемента, захоплюється й утримується в радіаційному каналі з непрозорою стінкою, який оточує ядерні компоненти вторинного елемента. Випромінювання швидко перетворює пластикову піну, яка заповнює канал, на плазму, яка здебільшого прозора для рентгенівського випромінювання, і це випромінювання поглинається в крайніх шарах штовхача/тампера, що оточує вторинний елемент, який видаляється та застосовує величезну силу (подібно до ракетного двигуна навиворіт), що спричиняє імплозію контейнера з термоядерним паливом, подібно до ядра первинного елемента. Коли вторинний елемент стискується, розщеплювана «свічка запалювання» в його центрі запалюється і виділяє нейтрони та тепло, яке дозволяє термоядерному паливу з дейтериду літію виробляти тритій і також вступати в реакцію. Ланцюгові реакції поділу та синтезу обмінюються нейтронами одна з одною та підвищують ефективність обох реакцій. Більша сила імплозії, підвищена ефективність розщеплюваної «свічки запалювання» завдяки підсиленню нейтронами термоядерного синтезу та сам термоядерний вибух забезпечують значно більшу потужність вибуху від вторинного елемента, незважаючи на те, що він часто є не набагато більшим за первинний елемент[джерело?].
1. Боєголовка перед вибухом. Вкладені сфери вгорі є первинним ступенем елементів поділу. Циліндри внизу є вторинним ступенем, пристроєм синтезу.
2. Вибухові речовини первинного елемента поділу здетонували та стиснули ядро первинного елемента.
3. Реакція поділу первинного елемента завершилася, і первинний елемент тепер має температуру в кілька мільйонів градусів та випромінює гамма та жорстке рентгенівське випромінювання, нагріваючи внутрішню частину гольраума[en], екран і тампер вторинного елемента.
4. Первинна реакція закінчилася і розширилася. Поверхня штовхача для вторинного елемента тепер настільки гаряча, що він випаровується або розширюється, штовхаючи решту вторинного елемента (тампер, термоядерне паливо та розщеплювану «свічку запалювання») всередину. «Свічка запалювання» починає реакцію поділу. Не зображено: радіаційний канал також випаровується та розширюється назовні (опущено для наочності діаграми).
5. Паливо вторинного елемента почало реакцію термоядерного синтезу і незабаром вичерпається в реакції синтезу. Починає формуватися вогняна куля.

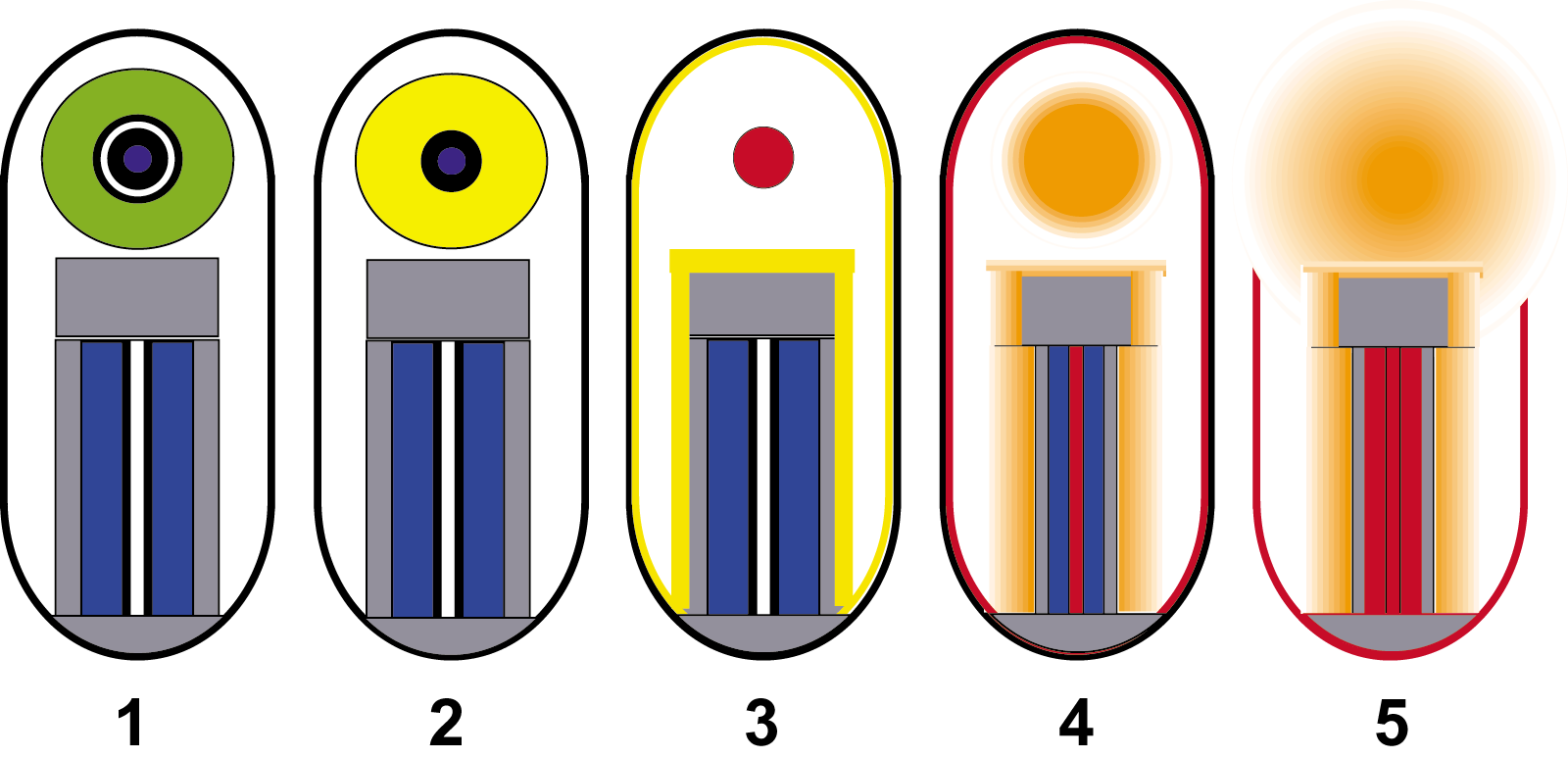
Послідовність спрацьовування механізму абляції.

Наприклад, для випробування «Redwing Mohawk» 3 липня 1956 року вторинний елемент під назвою «Flute» був приєднаний до первинного елемента «Swan». «Flute» мав 38 см у діаметрі та 59 см у довжину, приблизно як «Swan». Але він важив у десять разів більше і створював у 24 рази більше енергії (355 кілотонн проти 15 кілотонн)[джерело?].
Не менш важливо, що активні інгредієнти «Flute», ймовірно, коштували не дорожче, ніж у «Swan». Більша частина реакції поділу створювалась з дешевого урану-238, а тритій вироблявся на місці під час вибуху. Тільки «свічка запалювання» на осі вторинного елемента повинна була мати здатність до розщеплення[джерело?].
Сферичний вторинний елемент може досягти вищої щільності стиснення, ніж вторинний елемент циліндричної форми, оскільки сферичний вибух здійснює стиснення з усіх боків до однієї точки. Однак у боєголовках потужністю понад одну мегатонну діаметр сферичної вторинної частини буде занадто великим для більшості застосувань. У таких випадках вторинний елемент має мати циліндричну форму. Після 1970 року невеликі конусоподібні носії в балістичних ракетах із кількома боєголовками, як правило, містили боєголовки зі сферичними вторинними елементами та мали потужність кілька сотень кілотонн[джерело?].
Як і у випадку з підсиленням, переваги двоступеневої термоядерної конструкції настільки вагомі, що немає жодного стимулу не використовувати її, після того, як нація опановує цю технологію[джерело?].
З інженерної точки зору, радіаційна імплозія дозволяє використати кілька відомих властивостей матеріалів ядерної бомби, які досі уникали практичного застосування. Наприклад:
- Оптимальним способом зберігання дейтерію в досить щільному стані є хімічне зв'язування його з літієм у вигляді дейтериду літію. Але ізотоп літію-6 також є вихідним матеріалом для виробництва тритію, а бомба, що вибухає, є ядерним реактором. Радіаційна імплозія утримає систему разом достатньо довго, щоб забезпечити повне перетворення літію-6 на тритій впродовж часу, коли бомба спрацьовує. Таким чином, сполучний агент для дейтерію дозволяє використовувати реакцію термоядерного синтезу D-T без будь-якого попереднього виготовлення тритію в зберігання йогом в вторинному елементі. Тим самим усувається необхідність виробництва тритію[джерело?].
- Для того, щоб вторинний елемент був стиснутий гарячою радіаційно-індукованою плазмою, яка його оточує, він повинен залишатися холодним протягом першої мікросекунди, тобто він повинен бути закритий масивним радіаційним (тепловим) екраном. Масивність екрана дозволяє йому виконувати роль тампера, додаючи імпульсу та тривалості вибуху. Жоден матеріал не підходить краще для обох цих завдань, ніж звичайний, дешевий уран-238, який також зазнає поділу, коли на нього наштовхуються нейтрони, вироблені в результаті синтезу D-T. Таким чином, ця оболонка, яку називають штовхачем, має три функції: підтримувати охолодження вторинного елемента; утримувати його інерційно в сильно стислому стані; і, нарешті, служити головним джерелом енергії для всієї бомби. Витратний штовхач робить бомбу швидше урановою бомбою поділу, ніж водневою бомбою синтезу. Інсайдери ніколи не використовували термін «воднева бомба»[28].
- Нарешті, теплова енергія для початку термоядерного синтезу надходить не від первинної ядерної бомби, а від вторинної, яка називається «свічка запалювання», вбудованої в центрі вторинного елемента. Імплозія вторинного елемента призводить до імплозії цієї «свічки запалювання», детонуючи її та починаючи синтез в матеріалі навколо неї, але «свічка запалювання» потім продовжує поділ в насиченому нейтронами середовищі, доки не буде повністю витрачена, значно додаючи до потужності[29].

За наступні п'ятдесят років більш ефективний спосіб створення термоядерної бомби не було винайдено. Це дизайн, обраний Сполученими Штатами, Росією, Великобританією, Китаєм і Францією, п'ятьма термоядерними державами. 3 вересня 2017 року Північна Корея здійснила (відповідно до власних повідомлень) своє перше випробування «двоступеневої термоядерної зброї». Тед Тейлор, після перегляду оприлюднених фотографій розібраних компонентів зброї, зроблених до 1986 року, висловив думку, що Ізраїль володів підсиленою зброєю і потребував би суперкомп'ютерів тієї епохи, щоб просунутися далі до повної двоступеневої зброї в мегатонному діапазоні без ядерних випробувань. Інші країни, що володіють ядерною зброєю, Індія та Пакистан, ймовірно, мають одноступеневу зброю, можливо, підсилену.

### Проміжний пристрій
У двоступеневій термоядерній зброї енергія первинного пристрою впливає на вторинний. Важливий[джерело?] модулятор передачі енергії називається проміжним; він знаходиться між первинним та вторинним елементами і захищає термоядерне паливо вторинного елемента від дуже швидкого нагрівання, яке може призвести до звичайного (невеликого за енергією) теплового вибуху ще до того, коли реакція термоядерного синтеза матиме змогу початися[джерело?].
У відкритій літературі дуже мало інформації про механізм роботи проміжних пристроїв[джерело?]. Перше посилання, офіційно оприлюднене для громадськості в офіційному урядовому документі США було підписом на зображенні, що рекламувало програму надійної заміни боєголовок у 2007 році: у разі створення ця нова конструкція замінить «токсичний, крихкий матеріал» і «дорогий „спеціальний“ матеріал» в проміжному пристрої. Це твердження припускає, що проміжний елемент може містити берилій для зменшення потоку нейтронів від первинного елемента, і, можливо, якісь інші речовини для поглинання і повторного випромінювання певним чином рентгенівських променів. Є також деякі припущенні, що проміжний пристрій, який може мати кодову назву Fogbank, може бути аерогелем, можливо легованим берилієм та/або іншими речовинами.
Проміжний і вторинний елементи поміщені разом всередину мембрани з нержавіючої сталі, щоб утворити механічно зафіксовану збірку, компонування, яке ніколи не було зображено на жодному кресленні в відкритому обігу. Найдетальніша ілюстрація проміжного елемента показує британську термоядерну зброю з кластером елементів між первинним і циліндричним вторинним елементами. Вони позначаються як «кінцева кришка та лінза для фокусування нейтронів», «рама для відбивача/нейтронної гармати» та «обгортка відбивача». Походження рисунка, опублікованого в мережі Інтернеті Грінпіс, невідоме, і супровідні пояснення відсутні.

## Специфічні конструкції
Хоча кожна конструкція ядерної зброї належить одній з вищезазначених категорій, специфічні конструкції час від часу стають предметом новин і публічних обговорень, часто з неправильними описами того, як вони працюють і що вони роблять. Нижче наведено деякі приклади таких конструкцій.

### Будильник/Слойка
Першою спробою використати симбіотичні відносини між поділом і синтезом була конструкція 1940-х років, яка змішувала паливо для поділу і термоядерного синтезу в тонких шарах, що чергувалися. Для конструкції з одним ступенем це було незграбне застосування підсиленого ділення. Вперше пристрій став практичним, коли він був включений у склад вторинного елемента двоступеневої термоядерної зброї.
Назва в США, Будильник (англ. Alarm Clock), походить від Теллера: він назвав її так, тому що він міг «пробудити світ» через можливості потенціалу іншого проекту «Супер». Російська назва того самого дизайну була більш описовою: листкове тісто (рос. Слойка), або багатошаровий торт. Одноступенева радянська «Слойка» була випробувана 12 серпня 1953 року. Одноступеневі американські аналоги ніколи не були випробувані, але 26 квітня 1954 року була випробувана двоступенева термоядерна версія пристрою під кодовою назвою «Будильник», під час випробування під кодовою назвою Castle Union, яке було частиною серії випробувань Operation Castle. Потужність вибуху на атолі Бікіні становила 6,9 мегатонни[джерело?].
Оскільки в радянському випробуванні «Слойки» використовувався сухий дейтерид літію-6 за вісім місяців до першого американського випробування з його використанням («Castle Bravo», 1 березня 1954 р.), іноді стверджувалося, що СРСР виграв перегони з розробки водневої бомби, хоча насправді Сполучені Штати випробували і розробили першу водневу бомбу (випробування водневої бомби «Айві Майк»). У випробуваннях «Айві Майк» в США в 1952 році використовувався кріогенно охолоджений рідкий дейтерій як термоядерне паливо у вторинному елементі та застосовувалася реакція термоядерного синтезу D-D. Проте перше радянське випробування з використанням вторинного елемента, який стискувався радіацією, що є основною характеристикою справжньої водневої бомби, відбулося 23 листопада 1955 року, через три роки після випробування «Айві Майк». Насправді, справжня робота над схемою імплозії в Радянському Союзі почалася лише на початку 1953 року, через кілька місяців після успішного випробування «Слойки»[джерело?].

### Чисті бомби

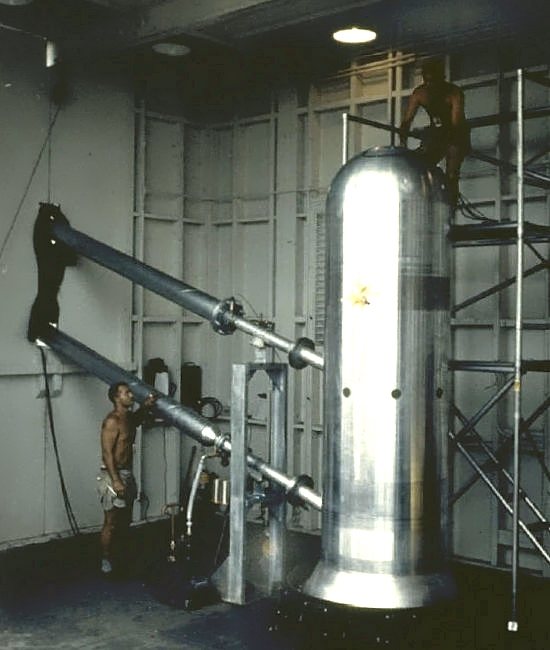
Фагот, прототип чистої бомби потужністю 9,3 мегатонни або брудної бомби потужністю 25 мегатонн. На світлині показана брудна версія, до випробувань у 1956 році. Два кріплення ліворуч — світлові труби; див. нижче для уточнення.

1 березня 1954 року відбувся найбільший в історії США ядерний випробувальний вибух, 15-мегатонний заряд «Кастл Браво» під час серії випробувань Operation Castle на атолі Бікіні, який майже миттєво призвів до забруднення смертельною дозою радіоактивних опадів 6 000 квадратних миль (16 000 км2) поверхні Тихого океану. Радіаційні ураження жителів Маршаллових Островів і японських рибалок зробили цей факт загальновідомим і показали роль реакції поділу в водневих бомбах.
У відповідь на громадське занепокоєння щодо радіоактивних опадів було зроблено спробу створити чисту багато-мегатонну зброю, яка майже повністю покладається на термоядерний синтез. Енергія, вироблена при розщепленні незбагаченого природного урану при використанні як матеріалу тамперу на вторинній і наступних ступенях у конструкції Теллера-Уляма, може значно перевищувати енергію, що вивільняється при термоядерному синтезі, як це було під час випробування «Кастл Браво». Заміна матеріалу, що розщеплюється, в тампері іншим матеріалом є важливою для виробництва «чистої» бомби. У такому пристрої тампер більше не додає енергію, тому для будь-якої заданої ваги чиста бомба матиме меншу потужність. Найперший відомий випадок випробування триступеневого пристрою, в якому третій ступінь (який називають третинним), запалювався вторинним ступенем, стався 27 травня 1956 року при випробуваннях пристрою Фагот (англ. Bassoon). Цей пристрій було випробувано під час випробування під назвою «Zuni» операції Redwing. В цьому вибуху використовувалися тампери, не здатні до розщеплювання. Використовувався інертний матеріал-замінник, такий як вольфрам або свинець. Потужність вибуху склала 3,5 мегатонни, з яких 85 % походила від синтезу і лише 15 % від поділу[джерело?].
Загальнодоступні відомості про пристрої, які виробляли найбільшу частку своєї потужності завдяки реакціям термоядерного синтезу відносяться до мирних ядерних вибухів 1970-х років. Іншими прикладами є 50-мегатонна «Цар-бомба» з 97 % синтезу, 9,3-мегатонний тест операція Hardtack Poplar з 95 % синтезу і 4,5-мегатонний тест операції Redwing з 95 % синтезу.
Найбільш амбітне мирне застосування ядерних вибухів було проведено СРСР з метою створення 112-кілометрового каналу між басейном річок Печори та басейном річок Ками, приблизно половина якого мала бути побудована за допомогою серії підземних ядерних вибухів. Повідомлялося, що для досягнення кінцевої мети може бути використано близько 250 ядерних пристроїв. Випробування «Тайга» мали продемонструвати здійсненність проекту. Три з цих «чистих» пристроїв потужністю 15 кілотонн кожен були розміщені в окремих свердловинах, розташованих на відстані близько 165 м одна від одної на глибині 127 м. Вони були одночасно підірвані 23 березня 1971 року, викидуючи радіоактивний стовп у повітря, який переносився вітром на схід. Утворена траншея була близько 700 м в довжину і 340 м в ширину з непримітною глибиною всього 10-15 м. Незважаючи на «чисту» природу пристроїв, ця зона все ще демонструє помітно вищу (хоча здебільшого нешкідливу) концентрацію продуктів поділу; інтенсивне нейтронне бомбардування ґрунту, самого пристрою і опорних конструкцій також призвело до активації стабільних елементів і створення значної кількості техногенних радіоактивних елементів, такі як 60Co. Загальна небезпека, пов'язана з концентрацією радіоактивних елементів, створеною трьома пристроями в цьому місці, все ще незначна, але більш масштабний проект, як було передбачено, мав би значні наслідки як через випадання радіоактивного шлейфу, так і через створення радіоактивних елементів внаслідок бомбардування нейтронами.
19 липня 1956 року голова комісії з атомної енергії США Льюїс Штраус заявив, що випробування «чистої» бомби Redwing Zuni «мало велике значення … з точки зору гуманітарного аспекту». Однак менш ніж через два дні після цього оголошення було випробувано «брудну» версію пристрою «Фагот» під назвою «Bassoon Prime» із встановленим тампером з урану-238 на баржі біля узбережжя атолу Бікіні під час випробування Redwing Tewa. Потужність «Bassoon Prime» склала 5 мегатонн, з яких 87 % походили з реакції поділу. Дані, отримані в результаті цього та інших випробувань, дозволили завершити розгортання найпотужнішої (за наявними відомостями) ядерної зброї США, найпотужнішою зброєю, яка будь-коли була виготовлена, триступеневої термоядерної зброї з максимальною «брудною» потужністю 25 мегатонн, відомою під назвою B41. Носіями B41 мали бути бомбардувальники ВПС США, до виводу з експлуатації; ця зброя ніколи не була повністю випробувана[джерело?].

### Третє покоління
Ядерна зброя першого та другого поколінь вивільняє енергію у вигляді вибухів, які розповсюджуються в усі боки. Ядерна зброя третього покоління використовує експериментальні боєголовки і пристрої зі спеціальним ефектом, завдяки якому енергія вибуху може вивільнятися спрямовано; деякі з таких пристроїв були випробувані під час холодної війни, але ніколи не були розгорнуті. До них відносяться:
- Проект «Прометей» (англ. Prometheus), також відомий як «Ядерна рушниця» (англ. Nuclear Shotgun), у якому використовувався ядерний вибух для прискорення кінетичних снарядів для перехоплення МБР[49].
- Проект Екскалібур[en], рентгенівський лазер з ядерною накачкою для знищення балістичних ракет.
- Ядерні кумулятивні заряди[en], які фокусують свою енергію в певних напрямках.
- Проект Оріон досліджував використання ядерної вибухової речовини для ракетного руху.

### Четверте покоління
П'ять найбільших держав, що володіють ядерною зброєю, вивчають новітні проекти ядерної зброї 4-го покоління, включаючи зброю чистого термоядерного синтезу та каталізовані антиматерією ядерні імпульсні пристрої.

### Кобальтові бомби
Бомба кінця світу, яка стала популярною завдяки роману Невіла Шута 1957 року та екранізації 1959 року «На березі», кобальтова бомба — це воднева бомба з кобальтовою оболонкою. Активований нейтронами кобальт максимізував би екологічну шкоду від радіоактивних опадів. Ці бомби були популяризовані у фільмі 1964 року «Доктор Стрейнджлав або: Як я навчився перестати хвилюватися і полюбив бомбу». Матеріал, доданий до бомб, у фільмі називається «кобальт-торій G»[джерело?].
Можливість використання «посолених» пристроїв досліджувалась Міністерством оборони США. Продукти поділу такі ж смертоносні, як активований нейтронами кобальт. Стандартна термоядерна зброя з високою частиною поділу автоматично стає зброєю радіологічної війни, брудною, так само, як і кобальтова бомба[джерело?].
На початку гамма-випромінювання продуктів поділу еквівалентної бомби з реакціями «поділ-синтез-поділ» набагато інтенсивніше, ніж 60Co: у 15 000 разів інтенсивніше за першу годину; у 35 разів інтенсивніше за перший тиждень; в 5 разів інтенсивніше через 1 місяць; рівні випромінювання приблизно однакові через 6 міс. Після цього випромінювання продуктів поділу еквівалентної бомби швидко спадає, таким чином, що радіоактивні опади бомби з 60Co у 8 разів інтенсивніше через 1 рік, і в 150 разів інтенсивніше через 5 років. Випромінювання довгоживучих ізотопів, що утворюються в результаті вибуху еквівалентної бомби, знов стануть більш інтенсивними, ніж у бомби з 60Co, через приблизно 75 років.
Випробування потрійного ядерного залпу «Тайга», як частина попереднього проекту Печорсько-Камського каналу в березні 1971 року, створило невелику кількість продуктів ділення, отже, порівняно велика кількість активованих нейтронами речовин корпусу, а саме 60Co, відповідає за більшу частину залишкової активності в цьому місці на даний момент. Станом на 2011 рік, нейтронна активація, спричинена термоядерним синтезом стала джерелом приблизно половини дози гамма-випромінювання на полігоні. Ця доза надто мала, щоб спричинити шкідливі наслідки, і навколо озера, яке утворилося, сформувалась нормальна зелена рослинність.

### Необмежені багатоступеневі пристрої
Існує поширена концепція пристрою, який має довільно велику кількість ступенів Теллера-Уляма, кожна з яких викликає більшу радіаційну імплозію, ніж попередня ступінь, проте технічна можливість реалізації цієї концепції викликає сумніви. У відкритій літературі «є добре відомі ескізи та обґрунтовані розрахунки двоступеневої зброї, але подібні точні описи справжніх концепцій трьох ступенів відсутні».
У дослідженні Джорджа Леммера «Повітряні сили та стратегічне стримування 1951—1960» 1967 року згадується, що у 1957 році Національна лабораторія Лос-Аламоса заявляла про можливість створення боєголовки потужністю 1000 мегатонн. Вочевидь, три проекти у діапазоні гігатонн (1000 мегатонн) було розглянуто в США; проекти Ліверморської національної лабораторії імені Лоуренса «Гномон» (англ. GNOMON) та «Сонячний годинник» (англ. SUNDIAL) – предмети, що відкидають тінь – та проект Лос-Аламоської національної лабораторії «TAV». Метою «Сонячного годинника» було досягнення потужності 10 Гт[джерело?], в той час, як метою для «Гномона» та «TAV» було досягнення 1 Гт[неякісне джерело]. Було подано запит у відповідності до акту про свободу інформації (FOIA 13-00049-K) щодо інформації про ці три дизайни США. У запиті було відмовлено на підставі законодавчих винятків щодо секретних матеріалів; відмову було оскаржено, але в квітні 2016 року запит було остаточно відхилено.
Після занепокоєння, викликаного зіткненням у 1994 році комети Шумейкерів-Леві 9 з планетою Юпітер (яке, за деякими оцінками, мало масштаб гігатонн), під час зустрічі в 1995 року у Ліверморській національній лабораторії імені Лоуренса (англ. LLNL), Едвард Теллер висунув ідею співпраці розробників зброї США та Росії часів холодної війни над конструкцією 1000-мегатонного ядерного вибухового пристрою для відхилення астероїдів, падіння яких може призвести до масового вимирання (10+ км в діаметрі), який буде використаний у випадку, якщо один із цих астероїдів буде виявлено на траєкторії зіткнення з Землею.
Розрахунки, зроблені в 1979 році Лоуеллом Вудом, протеже Теллера, вказували на те, що непрацездатний (як це здавалось спочатку) «класичний» дизайн «Супер» Теллера, аналогічний запалюванню свічника з дейтерію, може потенційно досягти надійного початку реакції, якщо поруч спрацює достатньо великий пристрій Теллера-Уляма, на відміну від зброї поділу гарматного типу, який планувалося використовувати в початковому дизайні.

### Нейтронні бомби
Нейтронна бомба, яку формально називають посиленою радіаційною зброєю (ПРЗ), — це тип тактичної ядерної зброї, розроблений спеціально для вивільнення значної частини своєї енергії у вигляді енергетичного нейтронного випромінювання. Це контрастує зі стандартною термоядерною зброєю, яка призначена для захоплення цього інтенсивного нейтронного випромінювання для збільшення її загальної вибухової потужності. З точки зору потужності, нейтронні бомби зазвичай виробляють приблизно одну десяту від потужності атомної зброї, що розщеплюється. Навіть маючи значно меншу вибухову потужність, НБ все ще здатні завдати набагато більших руйнувань, ніж будь-яка звичайна бомба. Тим часом, порівняно з іншою ядерною зброєю, шкода більше зосереджена на біологічному матеріалі, ніж на матеріальній інфраструктурі (хоча сильні вибухові та теплові ефекти все одно присутні)[джерело?].
ПРЗ точніше описувати як зброю обмеженої потужності. Коли потужність ядерної зброї менше однієї кілотонни, її смертельний радіус від вибуху 700 м, менший ніж радіус її нейтронного випромінювання. Однак вибух більш ніж достатньо потужний, щоб зруйнувати більшість конструкцій, які менш стійкі до дії вибуху, ніж навіть незахищені люди. Людина може вижити при тиску вибуху понад 20 фунтів на квадратний дюйм, тоді як більшість будівель впаде при тиску лише 5 фунтів на квадратний дюйм[джерело?].
Ці бомби, які часто помилково вважають за зброю, що зберігає інфраструктуру та знищує людей, все одно можуть знищити будинки на великій відстані (див. вище). Метою їхньої конструкції було знищення екіпажів танків — танки, які забезпечують надійний захист від вибуху та тепла, можуть залишатися неушкодженими відносно близько до детонації. Враховуючи величезні радянські танкові сили під час холодної війни, це була ідеальна зброя для того, щоб протидіяти їм. Нейтронне випромінювання може миттєво вивести з ладу екіпаж танка приблизно на такій же відстані, на якій тепло та вибух виведуть з ладу незахищену людину (залежно від конструкції). Шасі танка також стане високорадіоактивним, що тимчасово унеможливить його повторне використання новим екіпажем[джерело?].
Нейтронна зброя також була призначена для використання в інших цілях. Наприклад, вона ефективна в захисті проти ядерної зброї – потік нейтронів здатний нейтралізувати боєголовку, що наближається, на більшій відстані, ніж тепло або вибух. Ядерні боєголовки стійкі до фізичних пошкоджень, але їх дуже важко захистити від екстремального потоку нейтронів[джерело?].
|                    | Стандартна | Посилена |
| ------------------ | ---------- | -------- |
| Вибух              | 50 %       | 40 %     |
| Теплова енергія    | 35 %       | 25 %     |
| Миттєва радіація   | 5 %        | 30 %     |
| Залишкова радіація | 10 %       | 5 %      |

ПРЗ були двоступеневими термоядерними пристроями, в яких було видалено весь уран, який не був необхідним, щоб мінімізувати реакцію поділу. Термоядерний синтез створював нейтрони. Розроблені в 1950-х роках, вони вперше були розгорнуті в 1970-х роках силами США в Європі. Останні екземпляри були виведені з експлуатації в 1990-х роках[джерело?].
Нейтронна бомба можлива лише в тому випадку, коли потужність достатньо висока, щоб зробити можливим ефективний початок термоядерної фази, і в той же час, коли потужність достатньо низька, щоб товщина корпусу не поглинала занадто багато нейтронів. Це означає, що нейтронні бомби мають діапазон потужності 1–10 кілотонн, причому частка речовини, здатної до розщеплення, варіюється від 50 % при 1 кілотонні до 25 % при 10 кілотоннах (в усіх випадках потужність походить від первинного ступеня). Вихід нейтронів на кілотонну в таких пристроях в 10–15 разів більший, у порівнянні зі зброєю чистої імплозії ділення або з стратегічними боєголовками, такими, як W87 або W88.

## Лабораторії конструювання зброї
Усі інноваційні розробки ядерної зброї, які обговорюються в цій статті, були винайдені в трьох лабораторіях (див. нижче перелік лабораторій та методи досліджень). Інші лабораторії з розробки ядерної зброї в інших країнах або незалежно відтворили ці інноваційні розробки, або використовували методи аналізу радіоактивних опадів для «зворотного проектування», або отримали результати шляхом шпигунства.

### Національна лабораторія ім. Лоуренса в Берклі
Перше систематичне дослідження концепцій розробки ядерної зброї відбулося в середині 1942 року в Каліфорнійському університеті в Берклі. Важливі перші відкриття були зроблені в сусідній лабораторії Лоуренса в Берклі, наприклад виробництво та виділення плутонію на циклотроні в 1940 році. Професор Берклі, Дж. Роберт Оппенгеймер, щойно був прийнятий на роботу для керування таємною програмою США з розробки бомби. Першим його кроком було скликання літньої конференції 1942 року[джерело?].
На той час, коли навесні 1943 року він переніс свою операційну роботу до нового таємного міста Лос-Аламос, Нью-Мексико, накопичений досвід щодо розробки ядерної зброї складався з п'яти лекцій професора Берклі Роберта Сербера, записаних і розповсюджених як (лекції були засекречені, але тепер повністю розсекречені та широко доступні в Інтернеті у форматі PDF) Підручник Лос Аламоса. В «Підручнику» розглядалися енергія поділу, утворення та захоплення нейтронів, ядерні ланцюгові реакції, критична маса, тампери, передчасний підрив і три методи складання бомби: збірка гарматного типу, імплозія та «автокаталітичні методи», єдиний підхід, який виявився тупиковим[джерело?].

### Лабораторія Лос Аламос
У квітні 1944 року в Лос-Аламосі Еміліо Сегре виявив, що запропонована збірка бомби гарматного типу «Худий» не працюватиме з плутонієм через проблеми з передчасною детонацією, спричинені домішками плутонію-240. Тож «Товстун», бомба імплозивного типу, отримала високий пріоритет як єдиний варіант для плутонію. За результатами дискусій в Берклі були розроблені теоретичні оцінки критичної маси, але точна критична маса була невідома. Основною роботою під час війни в Лос-Аламосі було експериментальне визначення критичної маси, якого довелося чекати, доки з заводів не надійде достатня кількість матеріалів, що розщеплюються: урану з Оук-Рідж, Теннессі, і плутонію з Генфордського комплексу у Вашингтоні[джерело?].
У 1945 році, використовуючи результати експериментів із критичною масою, техніки Лос-Аламоса виготовили та зібрали компоненти для чотирьох бомб: «Гаджета» (випробування «Триніті»), «Малюка», «Товстуна» і невикористаної запасної бомби «Товстун». Після війни ті, хто мав можливість, включаючи Оппенгеймера, повернулися на викладацькі посади в університетах. Ті, хто залишився, працювали над розробкою піднесених і порожнистих ядер, проводили випробування ефектів зброї, таких як випробування «Able» і «Baker» — Операція «Кросроудс» на атолі Бікіні в 1946 році[джерело?].
Усі основні ідеї щодо використання термоядерного синтезу в ядерній зброї виникли в Лос-Аламосі між 1946 і 1952 роками. Після прориву в дизайні радіаційної імплозії Теллера-Уляма в 1951 році технічні наслідки та можливості були повністю вивчені, але ідеї, які не стосувалися безпосередньо створення максимально великих бомб для бомбардувальників ВПС далекої дії, були відкладені на потім[джерело?].
Через початкове переконання Оппенгеймера проти термоядерної зброї великого розміру в дебатах про H-бомбу, і припущення, що він все ще мав вплив на Лос-Аламос, незважаючи на його від'їзд, політичні союзники Едварда Теллера вирішили, що їм потрібна власна лабораторія для доопрацювання H-бомби. На момент відкриття Ліверморської національної лабораторії імені Лоуренса, штат Каліфорнія, в 1952 році в Ліверморі, лабораторія Лос-Аламос вже завершила роботу. Подальші розробки велись в Ліверморі[джерело?].

### Ліверморська лабораторія імені Лоуренса
Оскільки початкова місія більше не була актуальна, Ліверморська лабораторія випробувала радикальні нові проекти, які зазнали невдачі. Її перші три ядерні випробування закінчилися невдачею: у 1953 році було проведено два одноступінчастих тести з розщепленням пристроїв з ядрами з гідриду урану, а в 1954 році було здійснено випробування двоступеневого термоядерного пристрою, у якому вторинний елемент нагрівався передчасно, занадто швидко, щоб радіаційна імплозія працювала належним чином[джерело?].
Змінивши напрямок, в лабораторії Лівермор підхопили ідеї, які були відкладені на потім в лабораторії Лос-Аламос, і реалізували їх для армії та флоту. Це змусило Лівермор спеціалізуватися на тактичній зброї малого діаметра, зокрема на двоточкових системах імплозії, таких як «Swan». Тактична зброя малого діаметра стала первинним елементом для двохступеневої конструкції. Приблизно в 1960 році, коли гонка озброєнь супердержав перетворилася на гонку балістичних ракет, боєголовки, спроектовані в Ліверморі, були більш корисними, ніж великі, важкі боєголовки, спроектовані в Лос-Аламосі. Боєголовки Лос-Аламоса використовувалися на перших балістичних ракетах середньої дальності (англ. IRBM), але боєголовки меншого розміру з Лівермору використовувалися в перших міжконтинентальних балістичних ракетах (англ. ICBM), і балістичних ракетах підводних човнів (англ. SLBM), а також на перших роздільних головних частинах з блоками індивідуального наведення на таких ракетах.
У 1957 і 1958 роках обидві лабораторії побудували і випробували якомога більше конструкцій в очікуванні того, що запланована на 1958 рік заборона випробувань може стати постійною. На момент відновлення випробувань у 1961 році дві лабораторії стали дублікатами одна одної, а проектні роботи призначалися більше з міркувань навантаження, ніж спеціалізації лабораторії. Деякі дизайни були предметом обміну. Наприклад, боєголовка W38 для ракети Титан I починалася як проект Ліверморської лабораторії, була передана лабораторії Лос-Аламосу, коли вона стала ракетною боєголовкою Атлас, а в 1959 році повернулась до Лівермору в обмін на боєголовку W54 Деві Крокетт, яка перейшла з Лівермора в Лос-Аламос[джерело?].
Дизайн боєголовок після 1960 року набув характеру змін моделі, коли кожна нова ракета отримувала нову боєголовку з маркетингових міркувань. Основна суттєва зміна включала впакування більшої кількості розщеплюваного урану-235 у вторинний елемент, оскільки він став доступним із продовженням збагачення урану і демонтажем великих бомб високої потужності[джерело?].
Починаючи з об'єкта «Нова» в Ліверморі в середині 1980-х років, діяльність з ядерного проектування, пов'язана з радіаційною імплозією, ґрунтувалася на дослідженнях лазерного термоядерного синтезу з непрямим приводом. Подібна робота триває в більш потужному Національному комплексі лазерних термоядерних реакцій. Програма «Управління запасами» також отримала вигоду завдяки дослідженнями, проведеними в Національному комплексі лазерних термоядерних реакцій[джерело?].

## Випробування ядерних вибухів
Ядерна зброя значною мірою створена методом проб і помилок. Випробування часто включають тестові вибухи прототипу.
Під час ядерного вибуху велика кількість дискретних подій з різною ймовірністю об'єднується в короткочасні хаотичні потоки енергії всередині корпусу пристрою. Для розрахунку процесів потрібні складні математичні моделі, а в 1950-х роках не було достатньо потужних комп'ютерів для належного використання цих моделей. Навіть сучасні комп'ютери та програмне забезпечення для моделювання не повністю відповідають вимогам.
Сконструювати запас надійної зброї було досить легко. Якщо прототип працював, його можна було поставити на озброєння та масово виробляти[джерело?].
Набагато складніше було зрозуміти, як прототип працював і чому в деяких випадках він не спрацьовував. Розробники збирали якомога більше даних під час вибуху, перш ніж пристрій руйнувався, і використовували ці дані для калібрування своїх моделей, часто використовуючи коригувальні коефіцієнти у рівняннях, щоб симуляції відповідали експериментальним результатам. Вони також аналізували уламки зброї в радіоактивних опадах, щоб побачити, скільки відсотків речовини брало учать в потенційній ядерній реакції[джерело?].

### Світлові труби

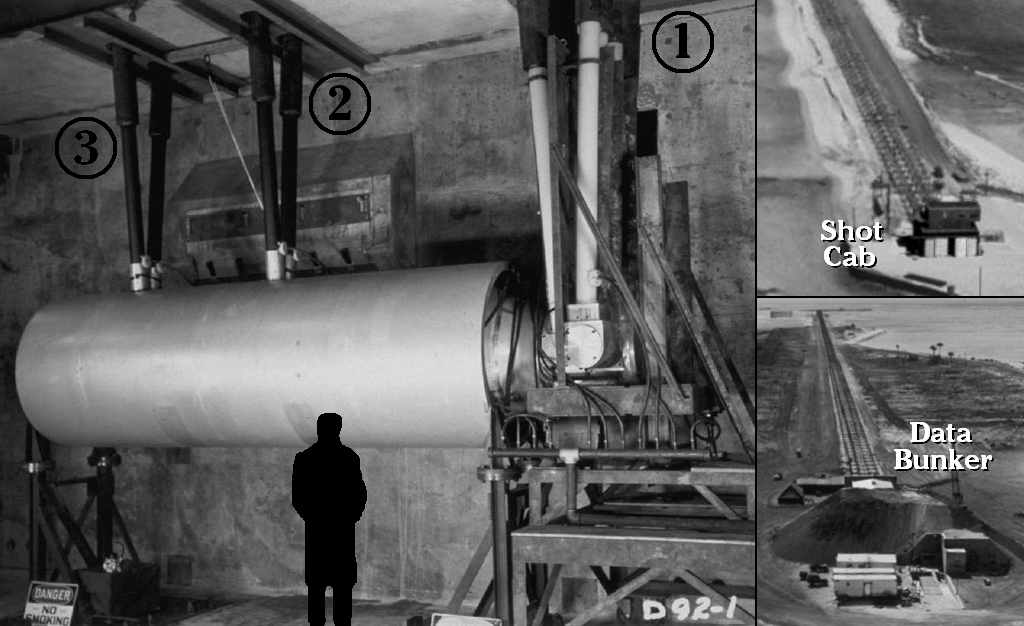
Пристрій «Shrimp»

Важливим інструментом для аналізу тестів була діагностична світлова труба. Зонд всередині тестового пристрою може передавати інформацію шляхом нагрівання металевої пластини до розжарювання; цю подію можуть записати інструменти, розташовані на дальньому кінці дуже довгої прямої труби[джерело?].
На малюнку показано пристрій «Shrimp», підірваний 1 березня 1954 року на Бікіні, під час випробування Кастл Браво. Його 15-мегатонний вибух став найбільшим за всю історію Сполучених Штатів. Силует людини показаний для масштабу. Пристрій підтримується знизу, на торцях. Труби, що ведуть до верхньої частини циліндричного сталевого контейнера (англ. shot cab), і які виглядають як опори, насправді є діагностичними світловими трубами. Вісім труб на правому кінці (1) передають інформацію про детонацію первинного елемента. Дві труби посередині (2) допомагають визначити час, коли рентгенівське випромінювання від первинного елемента досягає каналу випромінювання навколо вторинного елемента. Останні дві труби (3) визначали час, коли випромінювання досягає дальнього кінця каналу випромінювання, різниця між (2) і (3) є часом проходження випромінювання по каналу.
Після виходу з верхньої частини циліндричного сталевого контейнера труби загинались і витягувались горизонтально на довжину 2,3 км вздовж дамби, побудованої на рифі Бікіні, до бункера для збору даних з дистанційним керуванням на острові Наму[джерело?].
У той час як рентгенівське випромінювання зазвичай поширюється зі швидкістю світла через матеріал низької щільності, як-от заповнювач каналу з пінопласту між (2) і (3), інтенсивність випромінювання від вибуху первинного елемента створює відносно непрозорий фронт випромінювання в наповнювачі каналу, який діє як повільний затор, щоб уповільнити проходження енергії випромінювання. У той час як вторинний елемент стискається за допомогою радіаційної абляції, нейтрони первинного елемента наздоганяють рентгенівське випромінювання, проникають у вторинний елемент і починають створювати тритій за допомогою третьої реакції, зазначеної в першому розділі вище. Ця реакція Li-6 + n є екзотермічною, вона виробляє 5 МеВ на подію. «Свічка запалювання» ще не стиснута, і, таким чином, залишається докритичною, тому в результаті значного поділу або синтезу не відбувається. Проте, якщо достатня кількість нейтронів надходить до того, як завершиться стиснення вторинного елемента, важлива різниця температур між зовнішньою та внутрішньою частинами вторинного елемента може бути знижена, що потенційно призведе до того, що реакція в вторинному елементі не спрацює. Перша термоядерна зброя, розроблена в Ліверморі, пристрій «Моргенштерн», зазнала такої невдачі, коли її випробували під час тесту «Castle Koon» 7 квітня 1954 року. Первинний елемент спрацював, але вторинний елемент, попередньо нагрітий нейтронною хвилею первинного елемента, зазнав так званої неефективної детонації:165; таким чином, зброя з передбачуваною потужністю в одну мегатонну виробила лише 110 кілотонн, з яких лише 10 кт приписують термоядерному синтезу:316.
Такі ефекти синхронізації та будь-які проблеми, які вони викликають, вимірюються за допомогою даних світлової труби. Математичне моделювання, яке вони калібрують, називають кодами гідродинаміки радіаційного потоку або кодами каналів. Вони використовуються для прогнозування ефекту майбутніх модифікацій конструкції[джерело?].
З публічних записів не зрозуміло, наскільки успішними були світлові труби пристрою «Shrimp». Бункер для збору даних не мав персоналу і був досить далеко, щоб залишатися за межами кратера від вибуху завширшки в милю, але вибух потужністю 15 мегатонн, у два з половиною рази сильніший, ніж очікувалося, дістався бункера, зірвавши його 20-тонні двері з петель і відкинувши їх всередину бункера (найближчі люди були на відстані 32 км у бункері, який зберігся неушкодженим).

### Аналіз радіоактивних опадів
Найцікавіші дані з випробування «Касл Браво» були отримані в результаті радіохімічного аналізу уламків зброї в опадах. Через дефіцит збагаченого літію-6 60 % літію у вторинному елементі пристрою «Shrimp» був звичайним літієм-7, який не утворює тритій так легко, як це робить літій-6. Але він утворює літій-6 як продукт реакції (n, 2n) (один нейтрон викликає вивільнення двох нейтронів); цей факт був відомий, але ймовірність реакції була невідома. Ймовірність виявилася високою[джерело?].
Аналіз радіоактивних опадів показав розробникам, що з реакцією (n, 2n) вторинний елемент пристрою «Shrimp» фактично мав у два з половиною рази більше літію-6, ніж очікувалося. Усі параметри (кількість тритію, нейтронів, вихід синтезу і вихід ділення) були відповідно збільшені.
Як зазначалося вище, аналіз радіоактивних опадів випробування «Браво» також вперше повідомив зовнішньому світу, що термоядерні бомби є скоріше пристроями поділу, ніж пристроями термоядерного синтезу. Японське рибальське судно Дайґо Фукурю Мару приплило додому з достатньою кількістю радіоактивних опадів на палубах, щоб дозволити вченим у Японії та інших країнах визначити та оголосити, що більша частина радіоактивних опадів утворилася в результаті поділу урану-238, викликаному 14 МеВ нейтронами, створеними в результаті термоядерного синтезу[джерело?].

### Підземні випробування

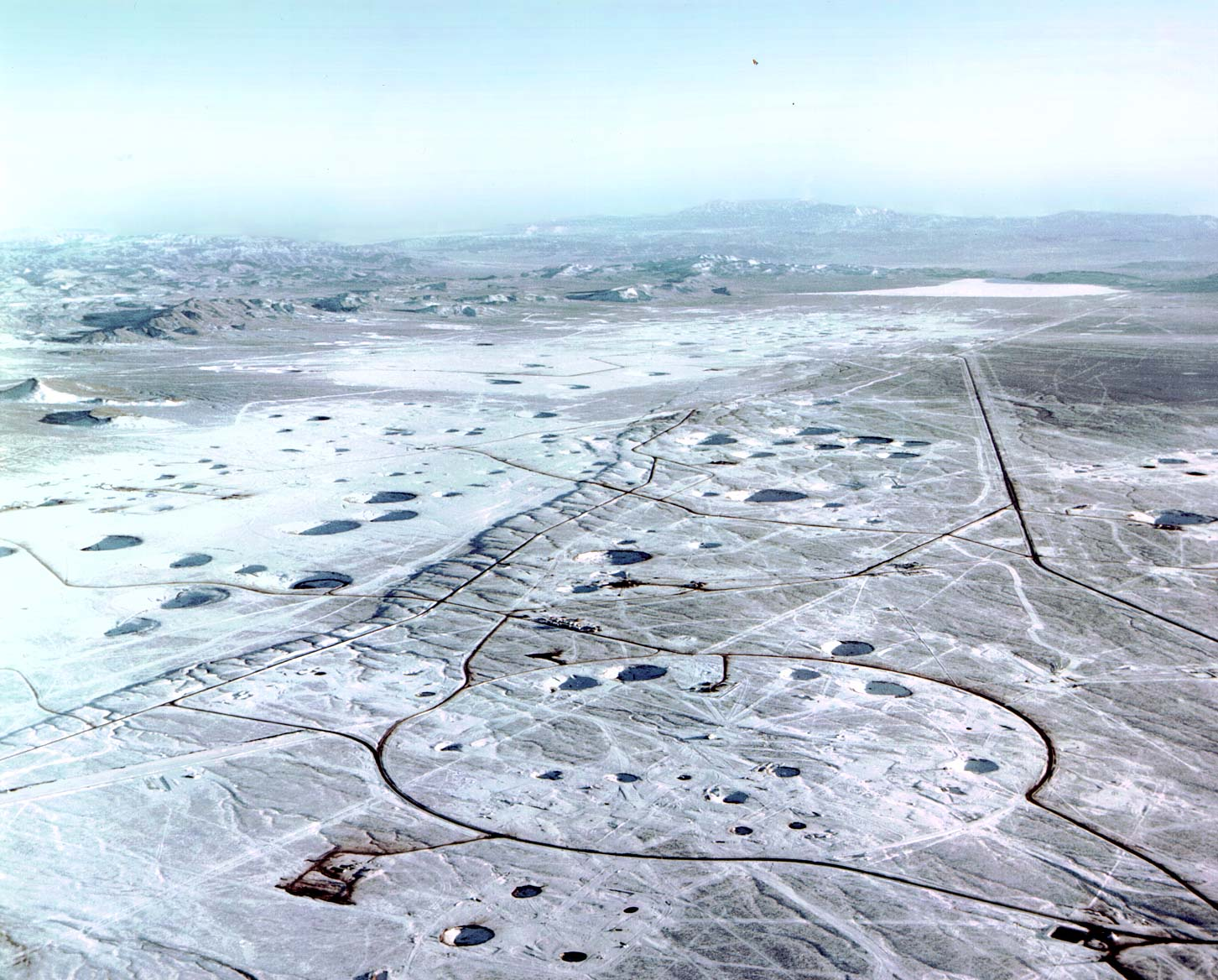
Кратери просідання на полігоні Юкка-Флет, штат Невада.

Глобальна стурбованість через радіоактивні опади, яка почалася з випробування «Касл Браво», зрештою загнала ядерні випробування буквально під землю. Останнє наземне випробування США відбулося на атолі Джонстон 4 листопада 1962 року. Протягом наступних трьох десятиліть, до 23 вересня 1992 року, Сполучені Штати проводили в середньому 2,4 підземних ядерних вибуху на місяць; майже усі випробування, крім декількох, були проведені на тестовому полігону Невади (англ. NTS) на північний захід від Лас-Вегаса[джерело?].
Секція Полігону Юкка-Флет, штат Невада вкрита кратерами просідання, що є результатом обвалення рельєфу над радіоактивними печерами, утвореними ядерними вибухами (див. фото).
Після договору про заборону випробувань (англ. TTBT) 1974 року, який обмежував підземні вибухи потужністю до 150 кілотонн або менше, боєголовки, такі як півмегатонні W88, повинні були бути випробувані з меншою, ніж повна потужність. Оскільки первинний елемент має спрацювати на повній потужності, щоб отримати дані про вибух вторинного елемента, зниження вихідної потужності повинно відбуватися за рахунок вторинного елемента. Заміна значної частини термоядерного палива на основі дейтериду літію-6 на гідрид літію-7 обмежила кількість тритію, доступного для термоядерного синтезу, і, отже, загальну потужність, не змінюючи при цьому динаміку імплозії. Функціонування пристрою можна було оцінити за допомогою світлових труб, інших сенсорних пристроїв і аналізу зібраних уламків зброї. Повну потужність накопиченої зброї можна було розрахувати шляхом екстраполяції[джерело?].

## Виробничі потужності
Коли двоступенева зброя стала стандартною на початку 1950-х років, її конструкція визначила схему нових, широко розосереджених виробничих потужностей США, і навпаки.
Оскільки первинні елементи, як правило, громіздкі, особливо в діаметрі, як розщеплюваного матеріалу для ядер обирався плутоній з берилієвими відбивачами. Він має меншу критичну масу, ніж уран. Завод Рокі Флетс поблизу Боулдера, штат Колорадо, був побудований у 1952 році для виробництва ядер і, відповідно, став заводом з виробництва плутонію та берилію[джерело?].
Завод Y-12 в Оук-Рідж, штат Теннессі, де мас-спектрометри під назвою калутрони збагачували уран для Манхеттенського проекту, був перероблений для виробництва вторинних елементів. Уран-235, який розщеплюється, є найкращою «свічкою запалювання», оскільки його критична маса більша, особливо в циліндричній формі перших термоядерних вторинних елементів. У ранніх експериментах використовували два розщеплюваних матеріали в комбінації, такі, як ядра та «свічки запалювання» з композитного оксиду плутонію та урану (англ. Pu-Oy), але для масового виробництва було простіше дозволити заводам спеціалізуватися: плутонієві ядра для первинних елементів, уранові «свічки запалювання» та штовхачі для вторинних елементах[джерело?].
Y-12 виготовляв термоядерне паливо з дейтериду літію-6 та частини з урану-238 — інші два інгредієнти вторинних елементів[джерело?].
Під час Другої світової та Холодної війни на ділянці Хенфорд поблизу Річленда, штат Вашингтон, працювали ядерні реактори з виробництва плутонію та установки для розділення. Там було побудовано і експлуатувалося дев'ять реакторів з виробництва плутонію. Першим був B-реактор, який почав працювати у вересні 1944 року, а останнім був N-реактор, який припинив роботу в січні 1987 року[джерело?].
Резервація Саванна-Рівер в Ейкен, Південна Кароліна, також побудована у 1952 році, експлуатувала ядерні реактори, які перетворювали уран-238 на плутоній-239 для ядер, літій-6 (вироблений на Y-12) на тритій для підсиленої газом ядерної зброї. Оскільки її реактори сповільнювалися важкою водою, оксидом дейтерію, резервація також виробляла дейтерій для газу підсилення та для Y-12 з метою виробництві дейтериду літію-6[джерело?].

## Безпека конструкції боєголовки
Оскільки навіть ядерні боєголовки малої потужності мають приголомшливу руйнівну силу, розробники зброї завжди визнавали необхідність створювати механізми та відповідні процедури, призначені для запобігання випадковій детонації. 

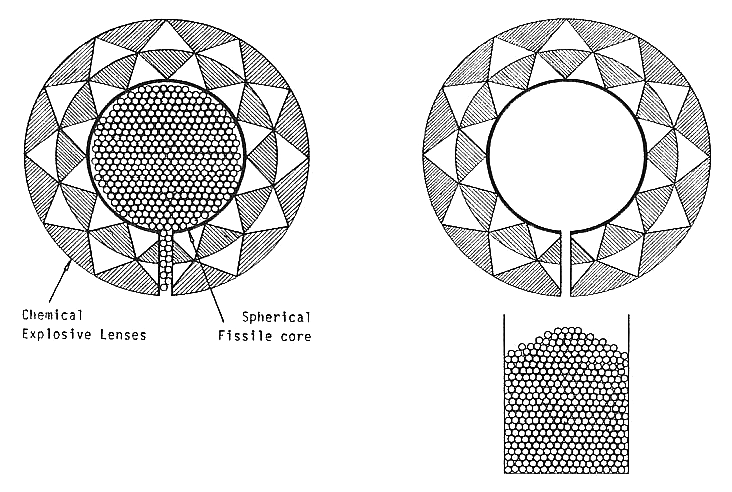
Схема запобіжника зі сталевими кульками боєголовки Жовте сонце (ядерна зброя); ліворуч відображено стан, в якому запобіжний пристрій увімкнено (безпечно), праворуч —запобіжний пристрій видалено. Сталеві кульки спустошувалися в контейнер під літаком перед польотом, і їх можна було знову вставити за допомогою розтрубу, обертаючи бомбу на візку та піднімаючи контейнер.

### Збірка гарматного типу
Насправді дуже небезпечно мати зброю, в якій кількість і форма розщеплюваного матеріалу може випадково сформувати критичну масу. Через цю небезпеку пропелент в пристрої «Малюк» (чотири мішки кордиту) було встановлено в бомбу під час польоту, незабаром після зльоту 6 серпня 1945 року. Це був перший випадок, коли ядерну зброю гарматного типу збірки було повністю зібрано в польоті[джерело?].
Якщо зброя впаде у воду, сповільнюючий ефект води також може призвести до аварія критичності, навіть без фізичного пошкодження зброї. Так само, пожежа, спричинена падінням літака, може легко запалити пропелент, що призведе до катастрофічних наслідків. Зброя гарматного типу завжди була за своєю суттю небезпечною[джерело?].

### Вставка ядра в польоті
Кожен з цих сценаріїв є малоймовірним для зброї імплозивного типу, оскільки зазвичай розщеплюваного матеріалу недостатньо для формування критичної маси без правильної детонації вибухових лінз. Однак перші зразки зброї імплозивного типу мали ядра, настільки близькі до критичної маси, що можлива випадкова детонація з певною ядерною потужністю викликала занепокоєння[джерело?].
9 серпня 1945 року «Товстун» був завантажений на літак у повністю зібраному вигляді, але пізніше, коли піднесені ядра утворили простір між ядром та трампером, стало можливим використовувати вставку ядра під час польоту. Бомбардувальник злітав без розщеплюваного матеріалу в бомбі. Цю систему використовували деякі перші пристрої імплозивного типу, такі як американські Mark 4 і Mark 5[джерело?].

### Запобіжник зі сталевими кульками
Як показано на діаграмі вище, один із методів, що використовувався для зменшення ймовірності випадкової детонації, використовував металеві кульки. Кульки вводилися в ядро: це запобігало детонації за рахунок збільшення щільності порожнистого ядра, тим самим запобігаючи симетричній імплозії в разі аварії. Цей дизайн був використаний у пристрої «Green Grass», також відомому як «Interim Megaton Weapon», який використовувався в бомбах Violet Club і Yellow Sun Mk.1[джерело?].

### Запобіжник з використанням ланцюга
Крім того, ядро можна «захистити», заповнивши його зазвичай порожнисту середину інертним матеріалом, таким як тонкий металевий ланцюг, наприклад, виготовлений з кадмію для поглинання нейтронів. Поки ланцюг знаходиться в центрі ядра, воно не може бути стиснутим у відповідну форму для розщеплення; при приведенні в бойову готовність ланцюг видаляється. Так само, хоча серйозна пожежа може призвести до детонації вибухівки, знищенню ядра та поширенню плутонію з забрудненням довкілля, як це сталося під час кількох аварій зі зброєю, вона не може спричинити ядерний вибух[джерело?].

### Захист від спрацювання одного детонатора

Хоча спрацьовування одного детонатора з багатьох не призведе до того, що порожнисте ядро досягне критичної маси, особливо в випадках порожнистих ядер малої маси, які потребують підсилення, запровадження систем імплозії з двома детонаторами викликало справжнє занепокоєння[джерело?].
У системі з двома детонаторами, якщо спрацьовує один детонатор, одна півкуля ядра буде стиснута відповідно до задуму. Заряд фугасної речовини, що оточує іншу півкулю, вибухатиме поступово від екватора до протилежного полюса. В ідеальній ситуації це затисне екватор і відкине другу півкулю від першої, як зубна паста в тюбику. До того часу, коли вибух охопить другу півкулю, її імплозія буде відділена як у часі, так і в просторі від імплозії першої півкулі. Отримана форма гантелі, коли кожен кінець досягає максимальної щільності в різний час, може не стати критичною[джерело?].
Жодні розрахунки не зможуть точно описати, як цей процес буде відбуватися. Також неможливо використати неробоче ядро з ураном-238 і високошвидкісні рентгенівські камери, хоча такі тести корисні. Для остаточного визначення потрібно провести тест із справжнім матеріалом, що розщеплюється. Отже, починаючи з 1957 року, через рік після тесту «Swan», обидві лабораторії почали випробування зі спрацьовуванням одного детонатора[джерело?].
З 25 випробувань зі спрацьовуванням одного детонатора на безпеку, проведених у 1957 і 1958 роках, сім мали нульовий або незначний вихід ядер (успіх), три мали високу потужність вибуху від 300 т до 500 т (серйозна аварія), а решта мали неприйнятну потужність між цими крайніми значеннями[джерело?].
Особливе занепокоєння викликав пристрій лабораторії Лівермору W47, який генерував неприйнятно високі потужності в випробуваннях з одним детонатором. Для запобігання випадковій детонації, в лабораторії Лівермор вирішили застосувати механічний захист на W47. Результатом стала описана нижче схема захисту з використанням дроту[джерело?].
Випробування відновилися в 1961 році і тривали протягом трьох десятиліть, це дало достатньо часу для того, щоб зробити всі конструкції боєголовок безпечними за дизайном на випадок спрацювання одного детонатора, без необхідності механічного захисту[джерело?].

### Запобіжник з використанням дроту
Під час останнього випробування перед мораторієм 1958 року боєголовка W47 для БРПЛ «Polaris» виявилася небезпечною в випадку спрацювання одного детонатора, створюючи неприйнятно високу ядерну потужність у 400 фунтів (180 кг) тротилового еквівалента (Hardtack II Titania). З чинним мораторієм на випробування не було можливості вдосконалити конструкцію і зробити її безпечною в випадку спрацювання одного детонатора за дизайном. Було винайдено рішення, яке полягає в тому, що дріт, покритий бором, вставлявся у порожнисте ядро зброї під час виробництва. Боєголовка приводилась в бойову готовність шляхом натягування дроту на котушку, яка керувалась електродвигуном. Після того, як дріт видалявся, його неможливо було знову повернути на місце. Дріт мав тенденцію ставати крихким під час зберігання, ламатися або застрягати під час приведення в бойову готовність, перешкоджаючи повному видаленню та виводячи з ладу боєголовку. За оцінками, 50–75 % боєголовок вийшли з ладу. Це вимагало повної перебудови всіх первинних елементів W47. Мастило, яке використовувалося для змащування дроту, також сприяло корозії ядра.

### Сильна/слабка ланка
У системі «сильна/слабка ланка» «слабкі ланки» створюються між критично важливими компонентами ядерної зброї («жорсткі ланки»). У разі аварії слабкі ланки спочатку виходять з ладу таким чином, що перешкоджає передачі енергії між ними. Після цього, якщо жорстка ланка виходить з ладу з передачею або вивільненням енергії, ця енергія не може бути передана в інші системи зброї, потенційно розпочавши ядерну детонацію. Жорсткі ланки — це зазвичай критичні компоненти зброї, які були розроблені для виживання в екстремальних умовах, тоді як слабкі ланки можуть бути як компонентами, навмисно вставленими в систему, щоб діяти як слабка ланка, так і критичними ядерними компонентами, які можуть передбачувано вийти з ладу[джерело?].
Прикладом слабкої ланки може бути електричний роз'єм, який містить електричні дроти, виготовлені зі сплаву з низькою температурою плавлення. Під час пожежі ці дроти розплавляться, порушуючи будь-які електричні з'єднання[джерело?].

### Ланка дозвільної дії
Ланка дозвільної дії — це система контролю доступу пристрою, призначена для запобігання несанкціонованому використанню ядерної зброї. Перші ланки дозвільної дії були простими електромеханічними перемикачами та згодом перетворилися на складні системи приведення в бойову готовність, які включають інтегровані опції контролю потужності, пристрої блокування та пристрої захисту від несанкціонованого доступу.